# كسوف الشمس 8 أبريل 2024
كسوف الشمس 8 أبريل 2024 (بالإنجليزية:: Solar eclipse of April 8, 2024) هوَ كسوف كلي حدثَ يومَ الإثنين، الثامن من شهرِ أبريل، سنةَ 2024، وكان مرئياً في جميع أنحاء أمريكا الشمالية وقد أطلقت عليه بعض وسائل الإعلام الغربية مثلَ فوربس مصطلحًا باسم "الكسوف الأمريكي الشمالي العظيم". يحدث الكسوف عندما يمر القمر بين الأرض والشمس، مما يحجب الشمس عن المُشاهِد من على الأرض. يحدث كسوف كلي عندما يكون قطر القمر الظاهر أكبر من الشمس، مما يحجب كل الضوء الشمسي المباشر، مما يحول النهار إلى الظلام. يحدث الكسوف الكلي فقط في مسار ضيق عبر سطح الأرض، مع كسوف شمسي جزئي مرئي في منطقة محيطة تبلغ آلاف الكيلومترات.
في اليوم التالي للنقطة الأقرب في 7 أبريل 2024، كانَ القطر الظاهر للقمر 5.5% أكبر من المتوسط. مع قدر الكسوف 1.0566، حيثُ كانت أطول مدة للظلال للكسوف 4 دقائق و 28.13 ثانية، على بعد حوالي 4 ميول (6 كيلومترات) شمال بلدة نازاس في دورانجو، المكسيك.
هذا الكسوف هو أول كسوف كلي مرئي في كندا منذ 26 فبراير 1979؛ والأول في المكسيك منذ 11 يوليو 1991؛ والأول في الولايات المتحدة منذ 21 أغسطس 2017. إنه الكسوف الكلي الوحيد في القرن الحادي والعشرين حيث يكون مرئيا في جميع البلدان الثلاثة. إنه الكسوف الكلي الأخير الذي سيكون مرئيا في الولايات الأمريكية المتجاورة حتى 23 أغسطس 2044، في حين سيحدث الكسوف التالي بنفس العرض في 12 أغسطس 2045.
سيحدث الكسوف الأخير للعام في 2 أكتوبر 2024.

## الرؤية في أمريكا الشمالية

تحريك يبين المسار الكلي للكسوف الشمسي

كانَ الكسوف الكلي مرئيًا على شريط ضيق بالمحيط الهادئ، حيثُ مر على بعد 230 ميلاً (370 كيلومترًا) شمال جزر الماركيزاس، وفي وقت لاحق في شمال أمريكا، بدءًا من الساحل الهادئ، ثم صعودًا باتجاه الشمال الشرقي عبر المكسيك والولايات المتحدة وكندا، قبل نهايته بالمحيط الأطلسي.

### المكسيك
في المكسيك، مر الكسوف الكلي عبر ولايات سينالوا (بما في ذلك مدينة مازاتلان)، دورانغو (بما في ذلك مدينة دورانغو وجوميز بالاسيو)، وكواويلا (بما في ذلك توريون، وماتاموروس، ومونكلوفا، وسابيناس، وسيوداد اكونا، وبيدراس نيغراس).

### الولايات المتحدة الأمريكية
في الولايات المتحدة، مر الكسوف الكلي عبر ولايات تكساس (بما في ذلك أجزاء من سان أنطونيو، وأوستن، وفورت وورث، وجميع أرلينغتون، ودالاس، وكيلين، وتمبل، وتكساركانا، وتايلر، وسولفر سبرينغز، وواكو)، وأوكلاهوما (بما في ذلك إيدابيل وبروكن بو)، وأركنساس (بما في ذلك موريلتون/بتيت جين، وهوت سبرينغز، وسيرسي، وجونزبورو، وليتل روك)، وميزوري (بما في ذلك كاب جيراردو، وبوبلار بلاف)، وَتينيسي (الركن الشمالي الغربي الأقصى لمقاطعة ليك)، وَإلينوي (بما في ذلك كاربونديل، حيث تتقاطع معَ مسار الكسوف لعام 2017)، وكنتاكي، وإنديانا (بما في ذلك بلومنغتون، وإيفانزفيل، وإنديانابوليس، وأندرسون، ومانسي، وتير هوت، وفنسينس)، وأوهايو (بما في ذلك أكرون، وكليفلاند، وديتون، وليما، ولورين، وتوليدو، وَوارن)، وَميتشيغان (الركن الجنوبي الشرقي الأقصى لمقاطعة مونرو)، وبنسلفانيا (بما في ذلك إيري)، وشمال ولاية نيويورك (بما في ذلك بوفالو، ونياجرا فولز، وروتشستر، وسيراكيوس، وواترتاون، وَجبال آديرونداك، وبوتسدام، وبلاتسبرغ)، وشمال فيرمونت (بما في ذلك برلنغتون)، ونيو هامبشاير، ومين، حيث كانَ خط الكسوف الكلي يمر بالقرب تقريباً من أعلى نقطة في الولاية وهي جبل كاتادين. أكبر مدينة كانت تماماً في مسار الكسوف هيَ دالاس، تكساس. كان هذا الكسوف الكلي الثاني الذي كان مرئيًا من وسط الولايات المتحدة في سبع سنوات فقط، بعد كسوف أغسطس 21، 2017. كان آخر كسوف كلي مرئي في الولايات الأمريكية المتجاورة حتى 23 أغسطس 2044.

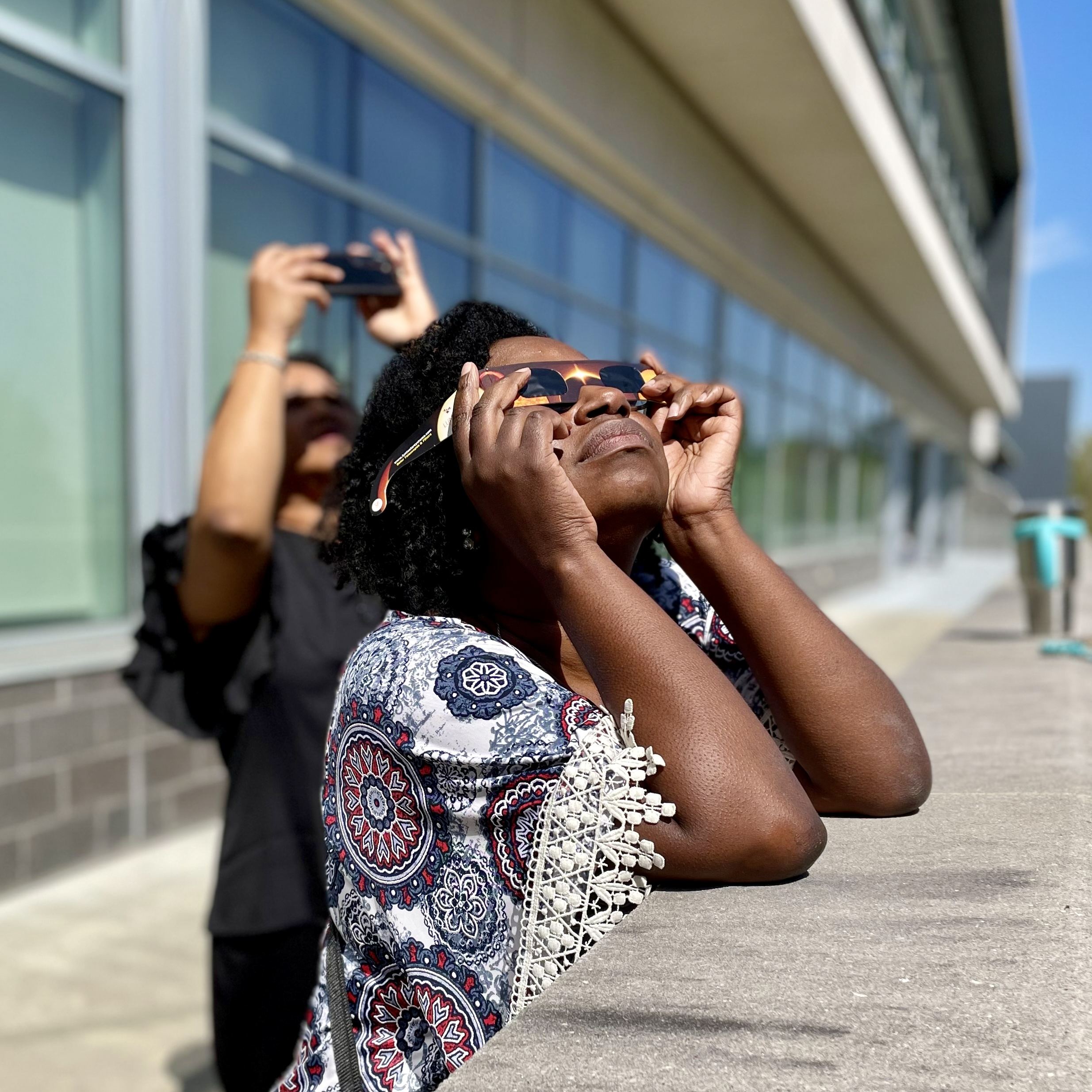
مشاهدة الكسوف في ويك تيك، كارولاينا الشمالية، مع نظارات الرؤية الشمسية التي تحمي ضد الإشعاع الشمسي الضار الناجِم عنِ الكسوف.

كان هناكَ كسوف جزئي مرئي في كل من الأجزاء الأخرى من الولايات الأمريكية المتجاورة وفي جنوب شرق ألاسكا (نتوء ألاسكا).
جَدوَلَت خطوط دلتا الجوية رحلتين خاصتين لمتابعة الكسوف: واحدة من أوستن إلى ديترويت على متن طائرة إيرباص إيه 220-300 ذات النوافذ الكبيرة، وواحدة من دالاس إلى ديترويت. كما تجنبت العديد من الرحلات الأخرى في مسار الكسوف الكلي تمامًا غطاء السحب.

### كندا
في كندا، كانَ الكسوف الكامل مرئيًا في أجزاء من جنوب أونتاريو (بما في ذلك ليمنغتون، فورت إيري، هاميلتون، نياجارا فولز، كينغستون، مقاطعة برنس إدوارد، وَكورنوال)، وأجزاء من جنوب كيبيك (بما في ذلك مونتريال، شيربروك، سان جورجس، وَلاك مغانتيك)، ووسط نيو برونزويك (بما في ذلك فريدريكتون، وَودستوك، وَميراميتشي)، وغرب جزيرة برنس إدوارد (بما في ذلك تيغنيش وَسمرسايد)، وفي الطرف الشمالي لجزيرة كيب بريتون، نوفا سكوشيا، ووسط نيوفندلاند (بما في ذلك غاندر وغراند فولز ويندسور). ثم انتهى الكسوف على الساحل الشرقي لنيوفندلاند. وندسور وَلندن وَتورونتو وَأوتاوا حيثُ وقعوا فقط شمال مسار الكسوف الكلّي، وَمونكتون فقط جنوبه.
كان كسوف الشمس الجزئي مرئيًا في جميع أنحاء كندا الأخرى، باستثناء الجزء الغربي من يوكون والطرف الغربي للأقاليم الشمالية الغربية.

### أمريكا الوسطى وأمريكا الجنوبية
شُوهِدَ الكسوف الجزئي في جميع دول أمريكا الوسطى، من بليز إلى بنما، وجميع جزر الأنتيل الكبرى (كوبا، جمهورية الدومينيكان، هايتي، بورتوريكو، وَجامايكا)، وشمال أمريكا الجنوبية (كولومبيا).

## الرؤية من قارات أخرى

### أوروبا
مرَّ كسوف جزئي فوق سفالبارد (النرويج) وَآيسلندا وَأيرلندا والأجزاء الغربية من المملكة المتحدة والأجزاء الشمالية الغربية من إسبانيا وَالبرتغال وَجزر الأزور، وَجزر الكناري. حَجَبَت السحب الرؤية من معظم جزر بريطانيا، على الرغم من أنها كانت مرئية غربَ اسكتلندا. بشكل غير عادي، امتد هذا الكسوف تحت الأفق، حيث شهدت أعظم مراحله منتصفَ الشفق في جليقية (إسبانيا) وبداية الشفق الفلكي في أقطانية الجديدة (فرنسا). تسبب تمدد مسار الكسوف داخل منطقة الشفق في إنشاء نافذة المراقبة المحتملة بأنها الأفضل للمذنب 12P/Pons–Brooks الذي يقع بالقرب من كوكب المشتري.

### أوقيانوسيا
شُوهِدَ كسوف جزئي في هاواي وَكيريباتي الشرقية (جزر فينيكس الشرقية وجميع جزر الخط) وَتوكيلاو وَساموا الأمريكية ما عدا أقصى جزءها الغربي، وَجزر كوك، وَبولينزيا الفرنسية، وَجزر بيتكيرن. على الرغم من أنها جميعًا تقع شرق خط الطول 180، إلا أن الوقت المحلي للكسوف في كيريباتي وَتوكيلاو كان يوم الثلاثاء، 9 أبريل 2024، لأن التوقيت هوَ UTC+13 أو UTC+14 في هذه المناطق.

## الشواظ الشمسي
حدث الكسوف حولَ الحد الأقصى للشواظ الشمسي، وهيَ فترة من أعظم النشاط الشمسي في دورة الشمس البالغة 11 عامًا، وَتم التوقع قبل الحدث بأن الشواظ الشمسية قد تكون مرئية خلال الكسوف الكامل. بلّغ العديد منَ المراقبين برؤية الشواظ الشمسية خلال الحدث.

## التأثير
كانَ مِن المُتَوقَع قبلَ الكسوف أن يؤدي إلى زيادة بقيمة 6 مليارات دولار في اقتصاد الولايات المتحدة بسبب الكسوف. حيثُ قالَ عُمدة روتشستر، نيويورك، مالك إيفانز، للصحفيين أنهُ مِن المتوقع أن تحقق المدينة إيرادات تتراوح بين 10 إلى 12 مليون دولار لاقتصاد المدينة من يوم الجمعة قبل الكسوف إلى يوم الكسوف نفسه. قامت شركة لتتبع بيانات إير بي إن بي بمقارنة الحدث بحفلة تايلور سويفت حيث أقيم في كل مدينة على طول مسار الكسوف. في الولايات المتحدة، زادت أسعار الموتيلات وَالفنادق بالقرب من مسار الكسوف بنسبة تصل إلى 100٪ في 7 وَ 8 أبريل. شهدت مونتريال زيادة بنسبة 20٪ في معدل إشغال الفنادق في 7 وَ 8 أبريل.
أدى الكسوف إلى انخفاض في توليد الطاقة الشمسية، حيث شهدت تكساس انخفاضًا من 12000 ميغاواط إلى 3000 ميغاواط فقط على الساعة 2 ظهرًا. كما انخفض توليد طاقة الرياح بنسبة حوالي 50٪ في ذلك اليوم. ومع ذلك، لم تحدث أي انقطاعات في توزيع الطاقة حيث تجاوز العرض الطلب.
شهدت الطرق السريعة في منطقة الظل الكامل زيادات كبيرة في حركة المرور، حيث تسبب السياح المغادرون في اختناقات مرورية. وجد العديد من الذين حاولوا المرور عبر "فرانكونيا نوتش" في نيوهامبشير أنفسهم في اختناقات استمرت حتى الساعة 2 صباحًا في اليوم التالي.

## ردود الفعل

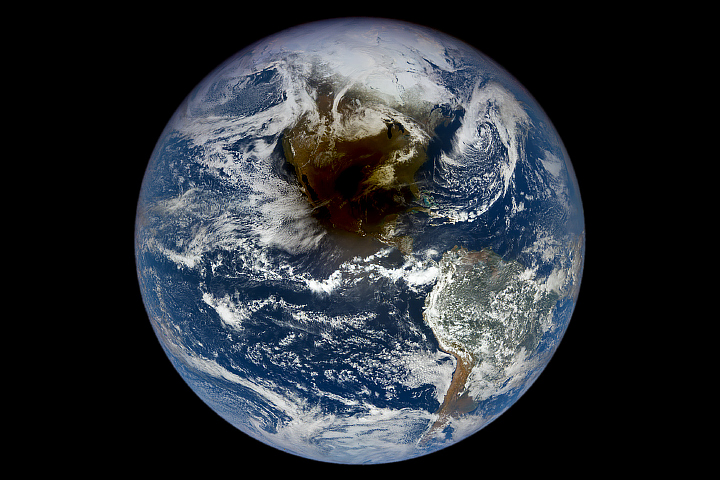
صورة متعددة الألوان للأرض التابعة لوكالة ناسا للتصوير الفضائي تُظهِرُ الكسوف الشمسي فوقَ أمريكا الشمالية

قامت حاكمة ولاية أركنساس سارة هاكابي ساندرز مسبقًا بإعلان حالة الطوارئ المتعلقة بالكسوف، مستشهدة بالزيادة المتوقعة في السفر إلى الولاية التي قد تؤدي إلى صعوبات في المواصلات، مثلما حدث في فورت سميث، حيث أعدت الشرطة لازدحام حركة المرور مع امتلاء الفنادق. قامَ قاضي مقاطعة بل، تكساس، ديفيد بلاكبيرن، بإعلانِ حالة الطوارئ مسبقًا في فبراير 2024 بسبب العدد المتوقع من الزوار إلى المنطقة. أعلنت المنطقة المحيطة بـِ نياجارا فولز، أونتاريو، أيضًا حالة الطوارئ؛ كوجهة سياحية رئيسية موجودة بالفعل على مسار الكسوف الكلّي، كانَ من المتوقَع وصول ما لا يقل عن مليون زائر في 8 أبريل.
تم رفع دعوى قضائية في 2 أبريل من قبل ستة سجناء من مختلف الديانات في مرفق وودبورن الإصلاحي في نيويورك ضد الدولة، مُدعين بأن القرار بإغلاق السجن أثناء الكسوف يتعارض مع معتقداتهم الدينية، فالكسوف الشمسي مهم في مختلف الديانات. تمت حينها تسوية الدعوى القضائية من طرف الدولة من خلال السماح لهم بمشاهدة الكسوف.

## كسوفات ذات صلة
الكسوف هوَ عُضو في دورات الكسوف. الكسوف في سلسلة الكسوفات من الكسوف الشمسية يتكرر تقريبًا كل 177 يومًا و 4 سَاعَات (فصل) عندَ العُقَد المتناوبة لمدار القمر. كما أنه جزء من سلسلة ساروس 139، والتي تتكرر كُل 18 عامًا و 11 يومًا و 8 سَاعات، تحتوي على 71 حدثًا، وجزء من دورة تريتوس، والتي تتكرر عند العُقَد المُتناوبة كل 135 شهرًا قمريًا (حوالي 3986.63 يومًا، أو 11 سنة ناقص شهر).
سلك مسار الكسوف في 8 إبريل 2024، مسار الكسوف الشمسي الكُلّي السَابق في 21 أغسطس 2017، حيث تقاطعَ مسار الاثنين في جنوب إلينوي، في ماكاندا، جنوب مدينة كاربوندال. كانت مدن بنتون، كاربوندال، تشيستر، هاريسبورغ، ماريون، وَمتروبوليس في إلينوي؛ كاب جيراردو، فارمنغتون، وَبيريفيل في ميزوري، وَبادوكا، كنتاكي، ضمن تقاطع تقريبي يبلغ مساحته 9,000-ميل-مربع (23,000 كـم2) من مسارات الكسوف الكلي لكل من الكسوفات في عامي 2017 و 2024.

## المعرض

### الكسوف الكُلّي

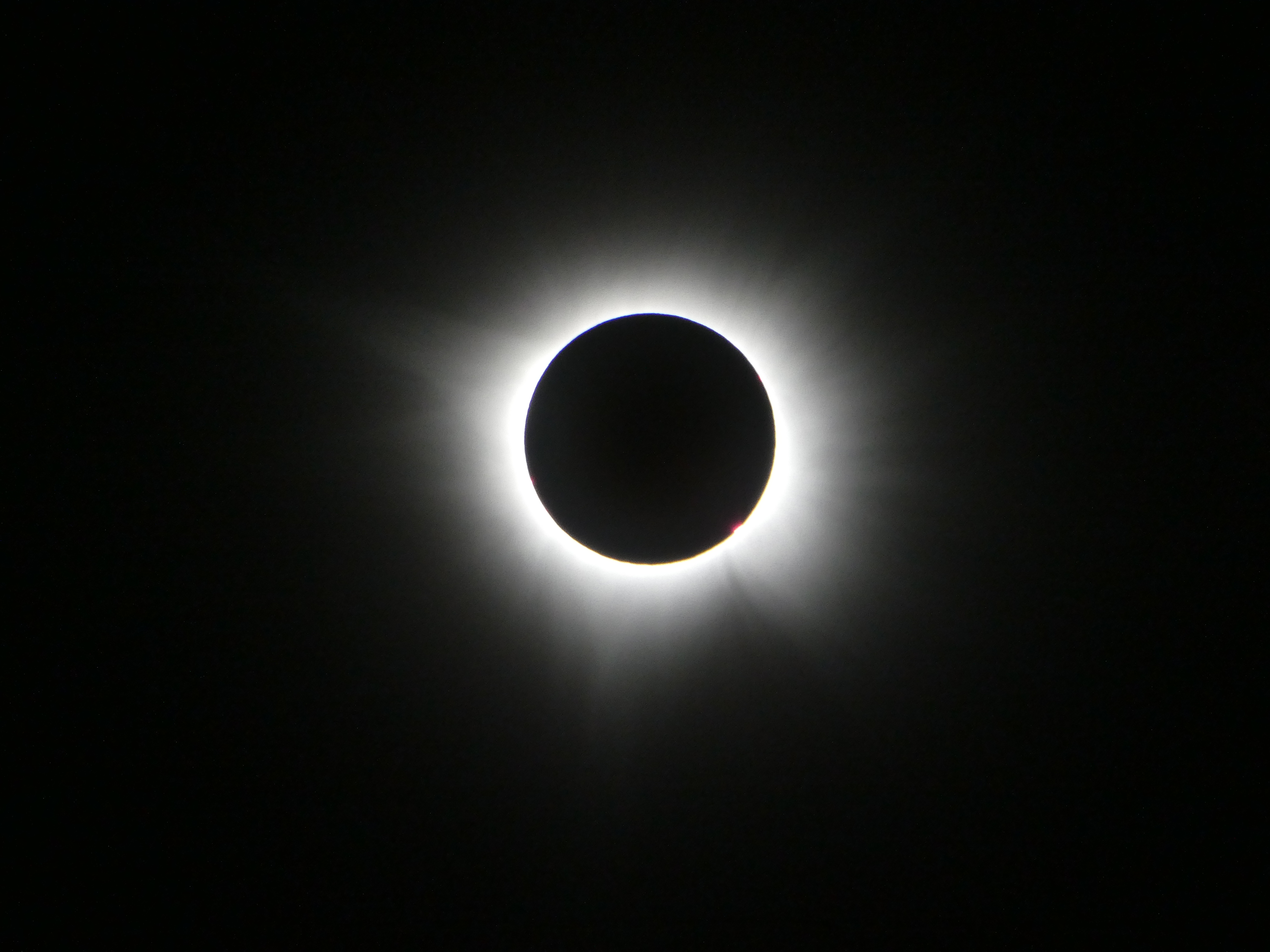
كسوف كلي مِن مدينة دورانجو (المكسيك)
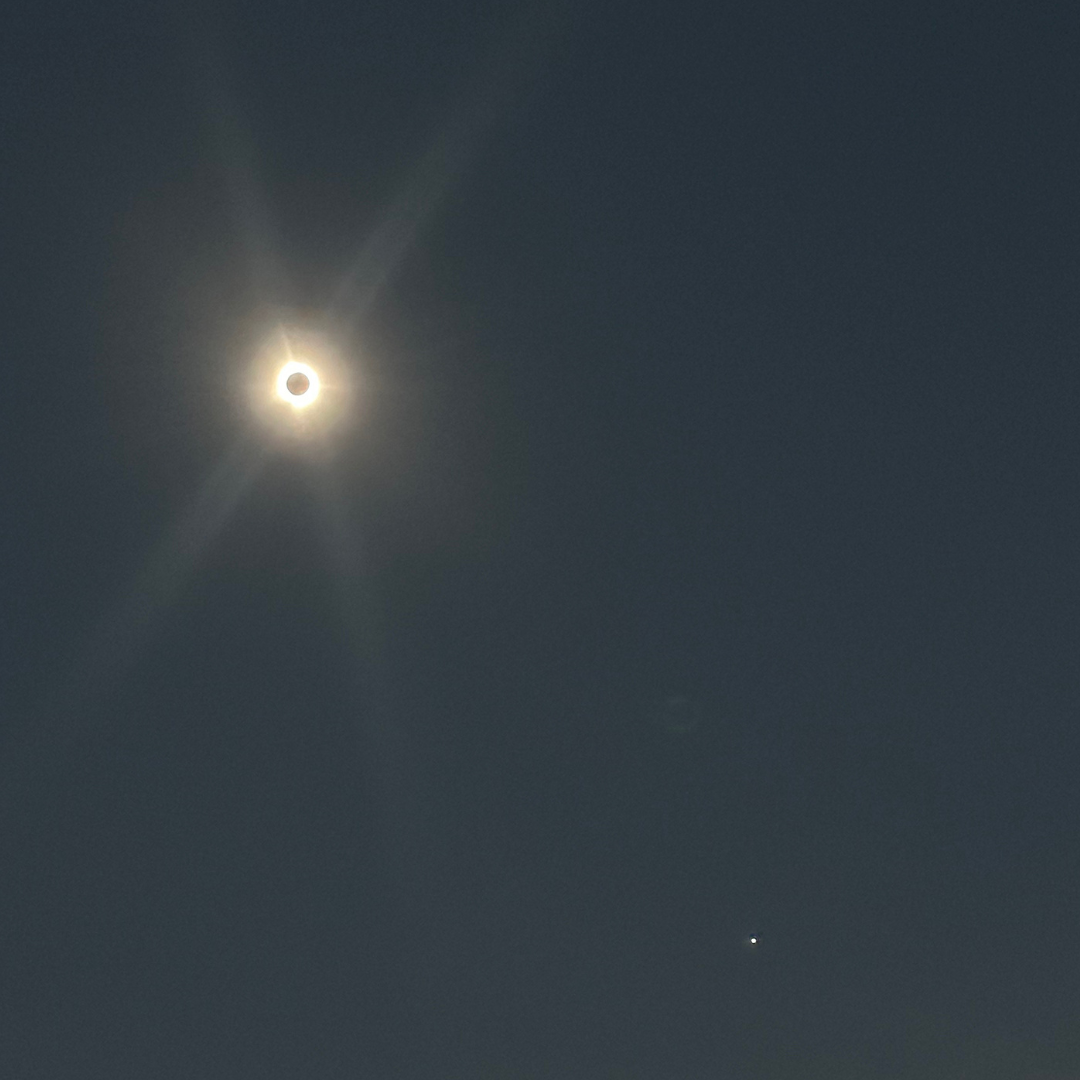
كسوف كلي معَ التقاط كوكب الزهرة مِن مدينة فيولا (أركنساس)
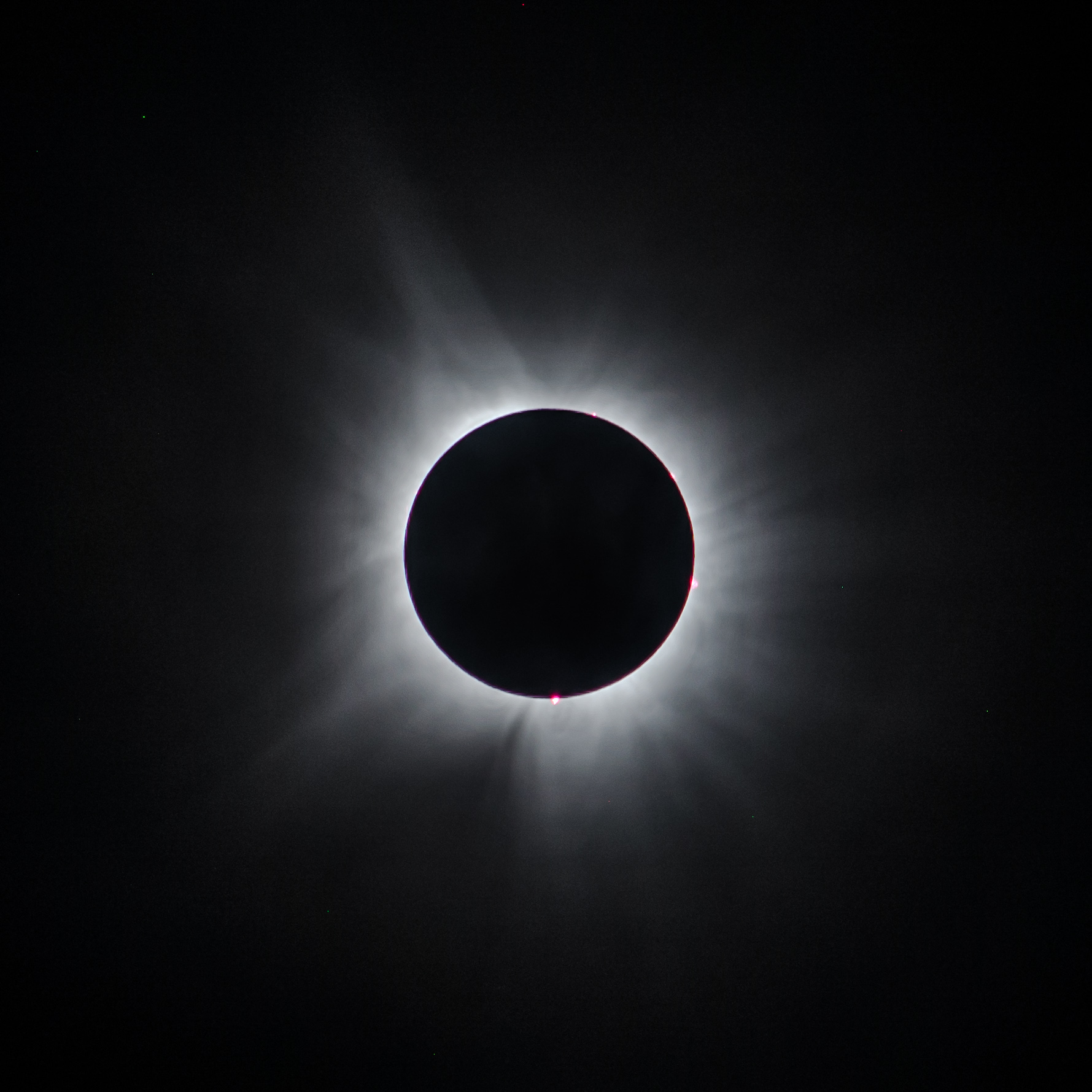
كسوف كلي مِن مدينة راسلفيل، أركنساس
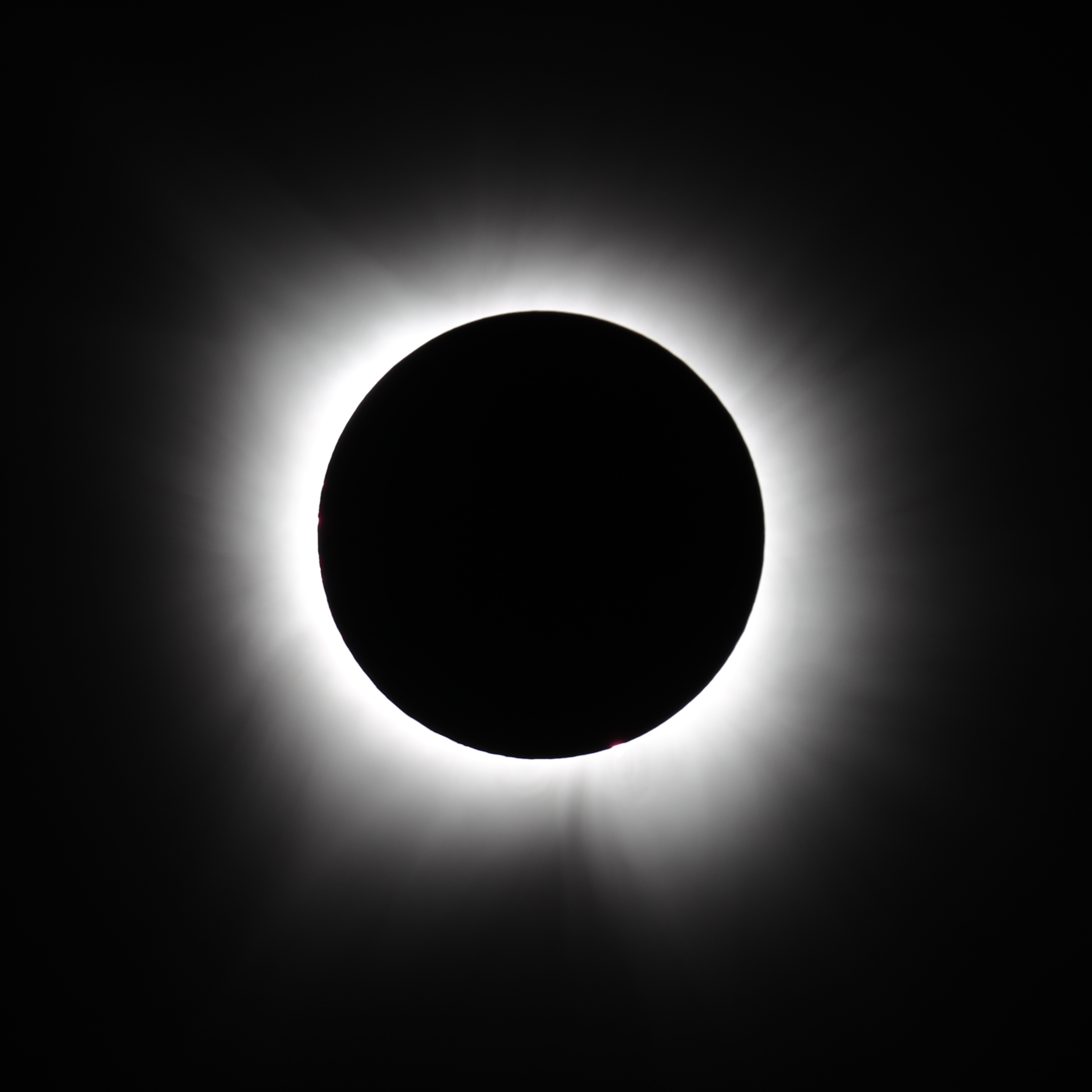
كسوف كلي مِن مدينة هت سبرينغز، أركنساس
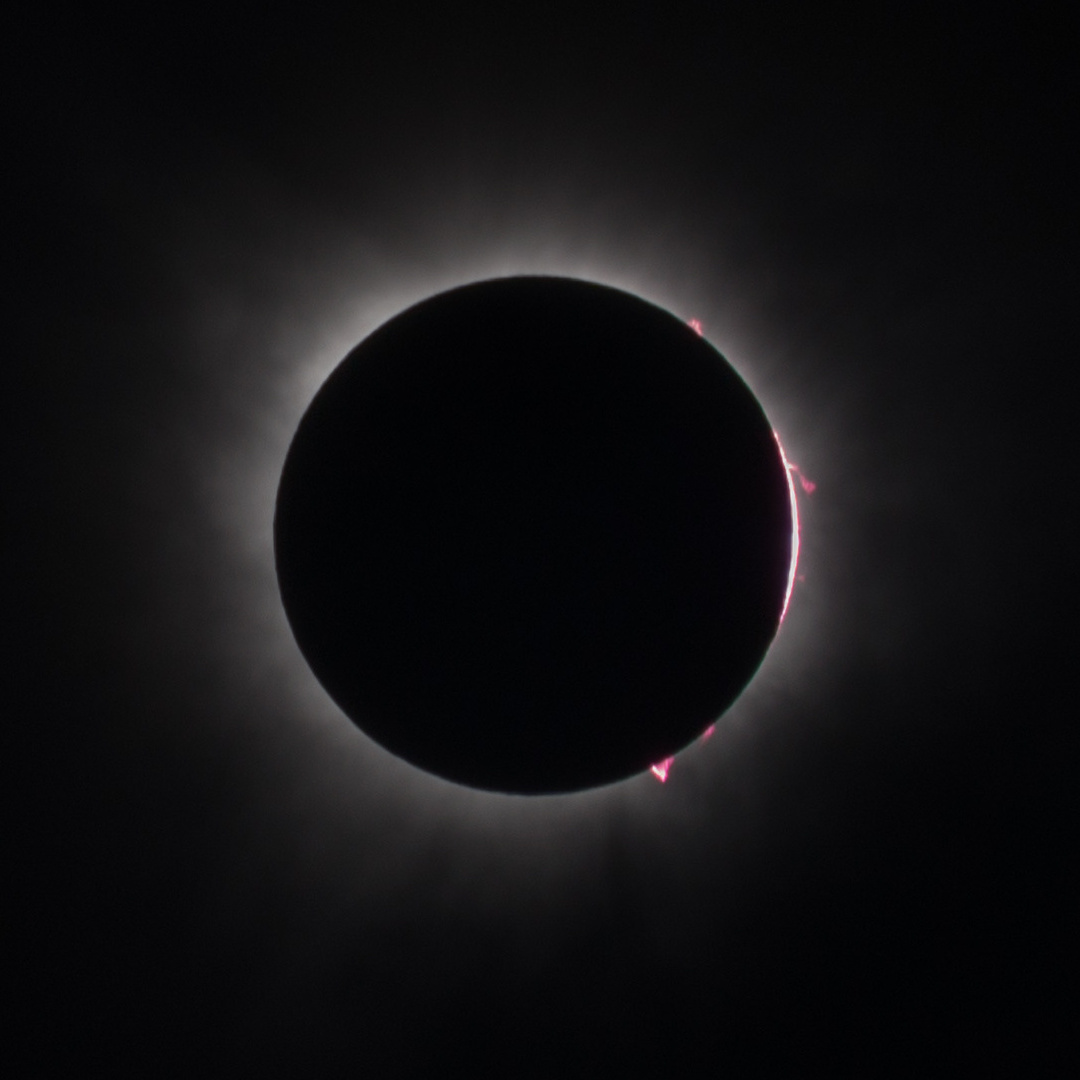
كسوف كلي من مدينة بلانو، تكساس، مع شواظ شمسي وغلاف لوني مرئيين.
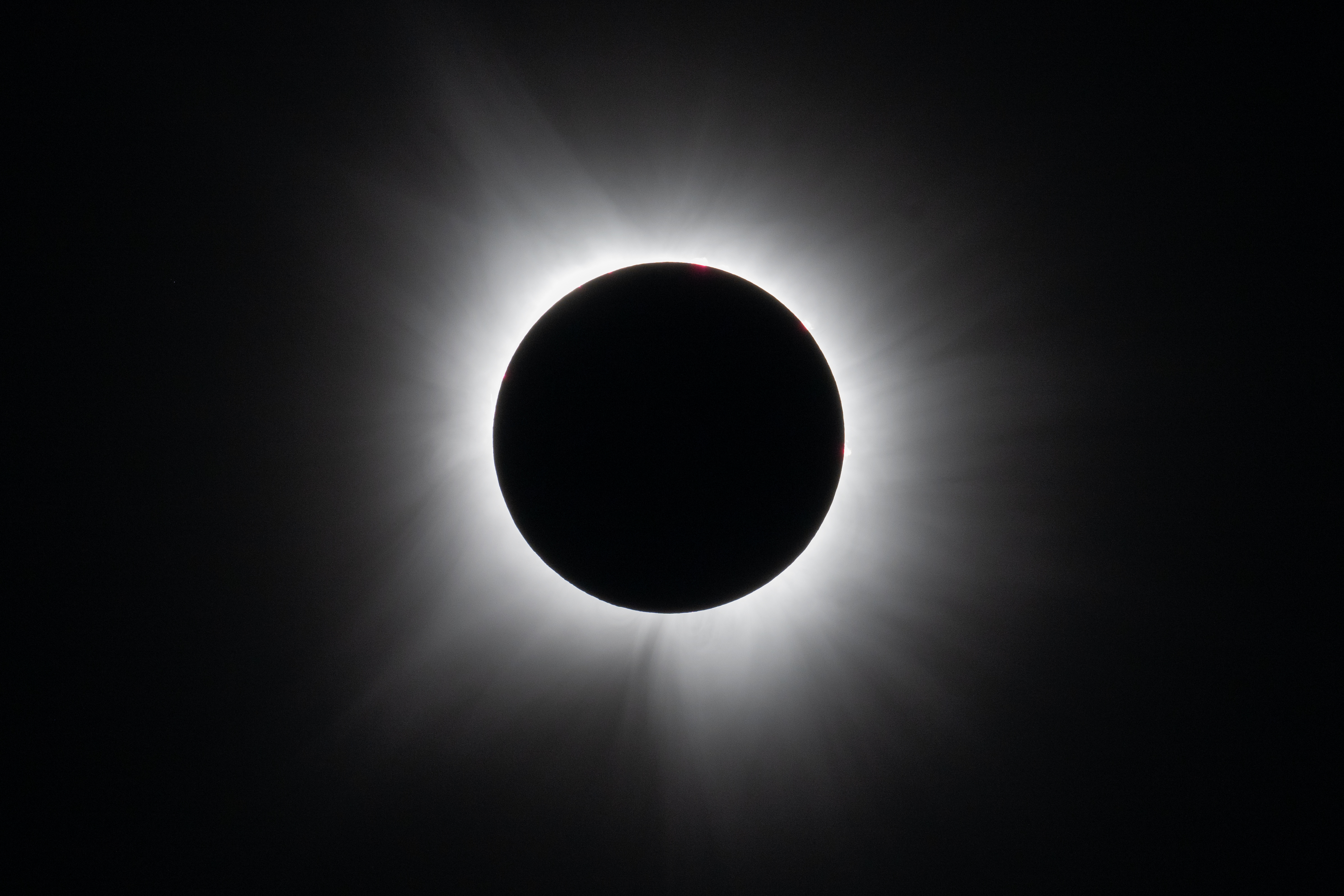
كسوف كلي مِن مدينة دالاس، تكساس
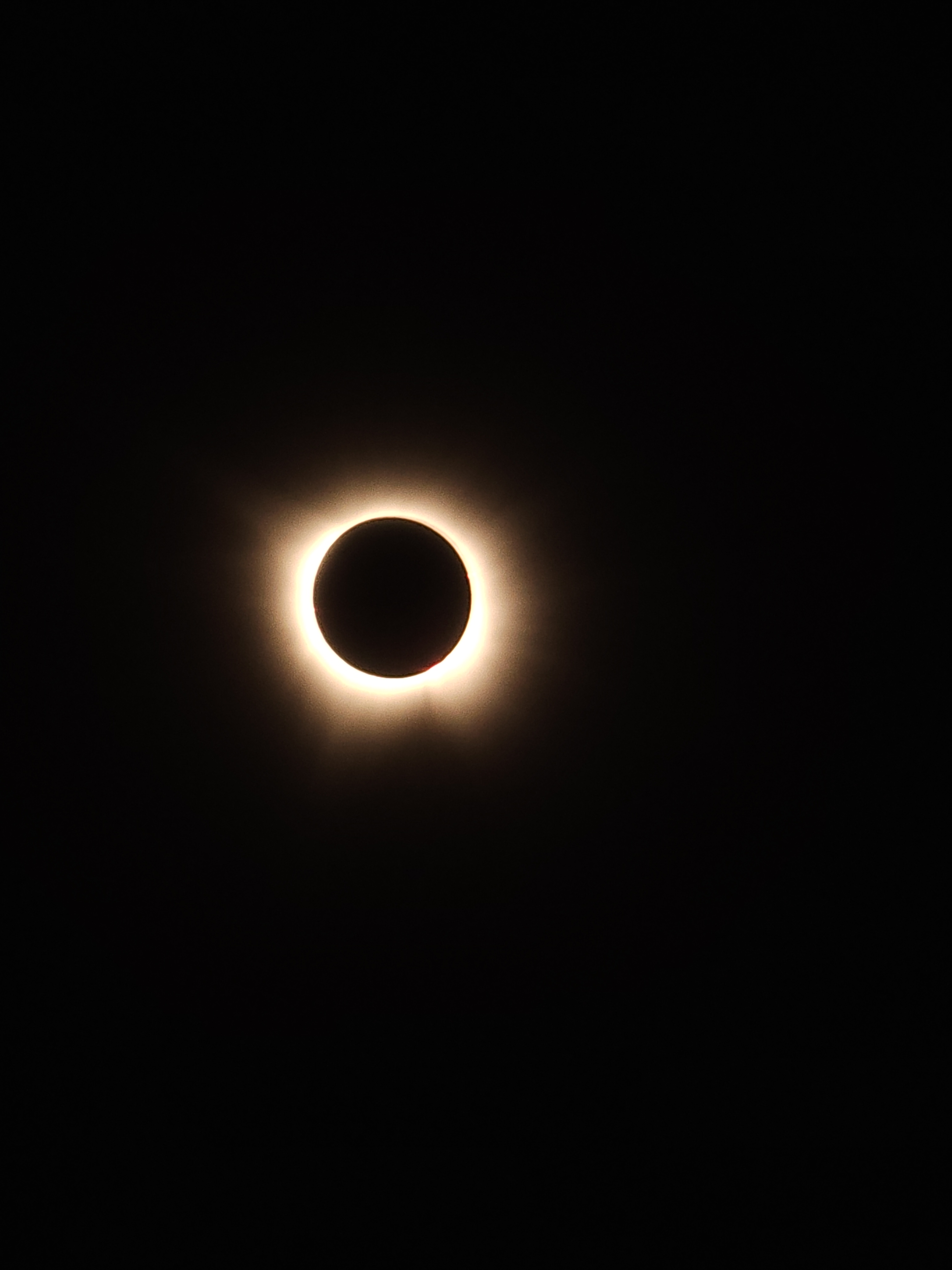
كسوف كلي مِن مدينة أوستن، تكساس
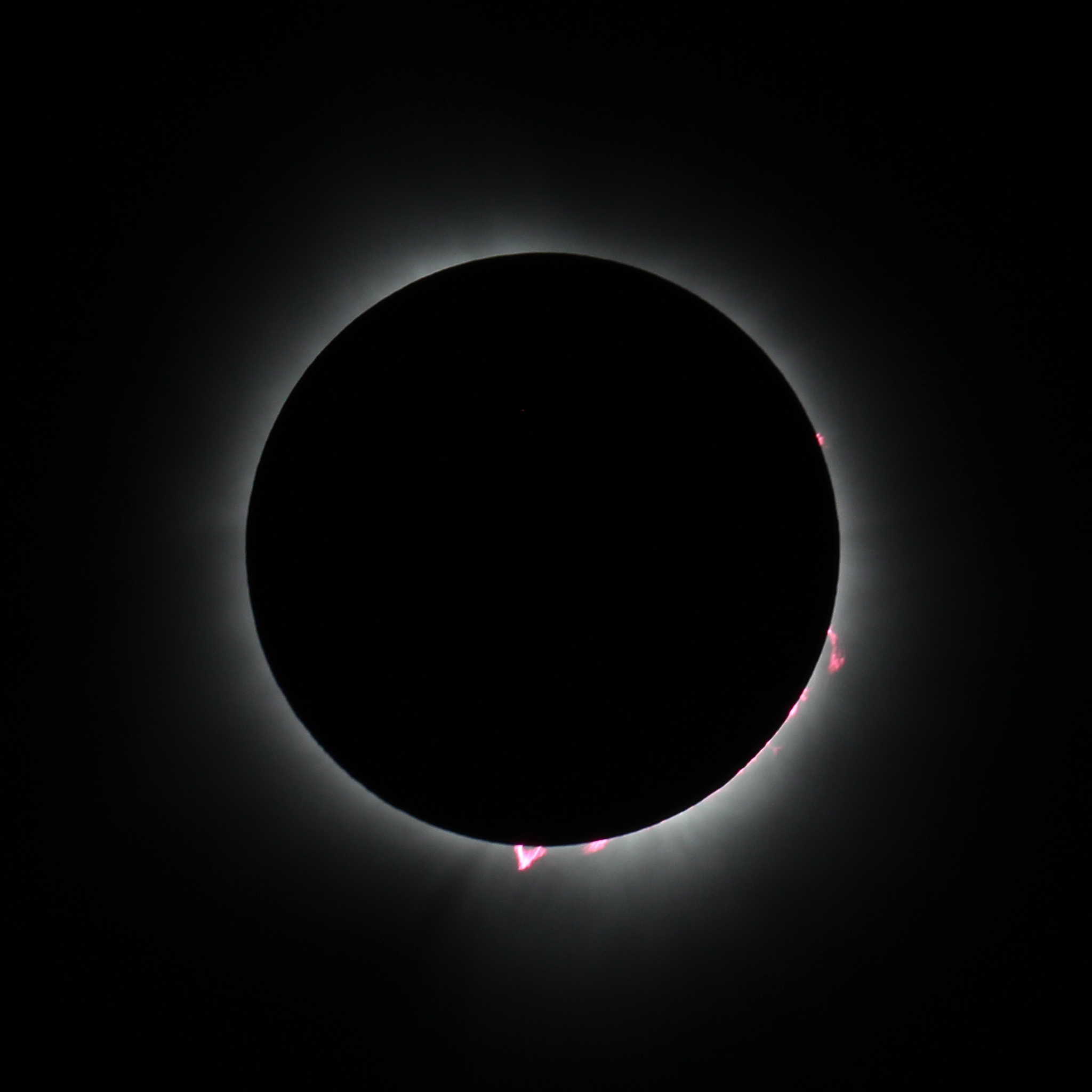
كسوف كلي من مدينة إنديانابوليس،إنديانا، مع شواظ شمسي مرئي.
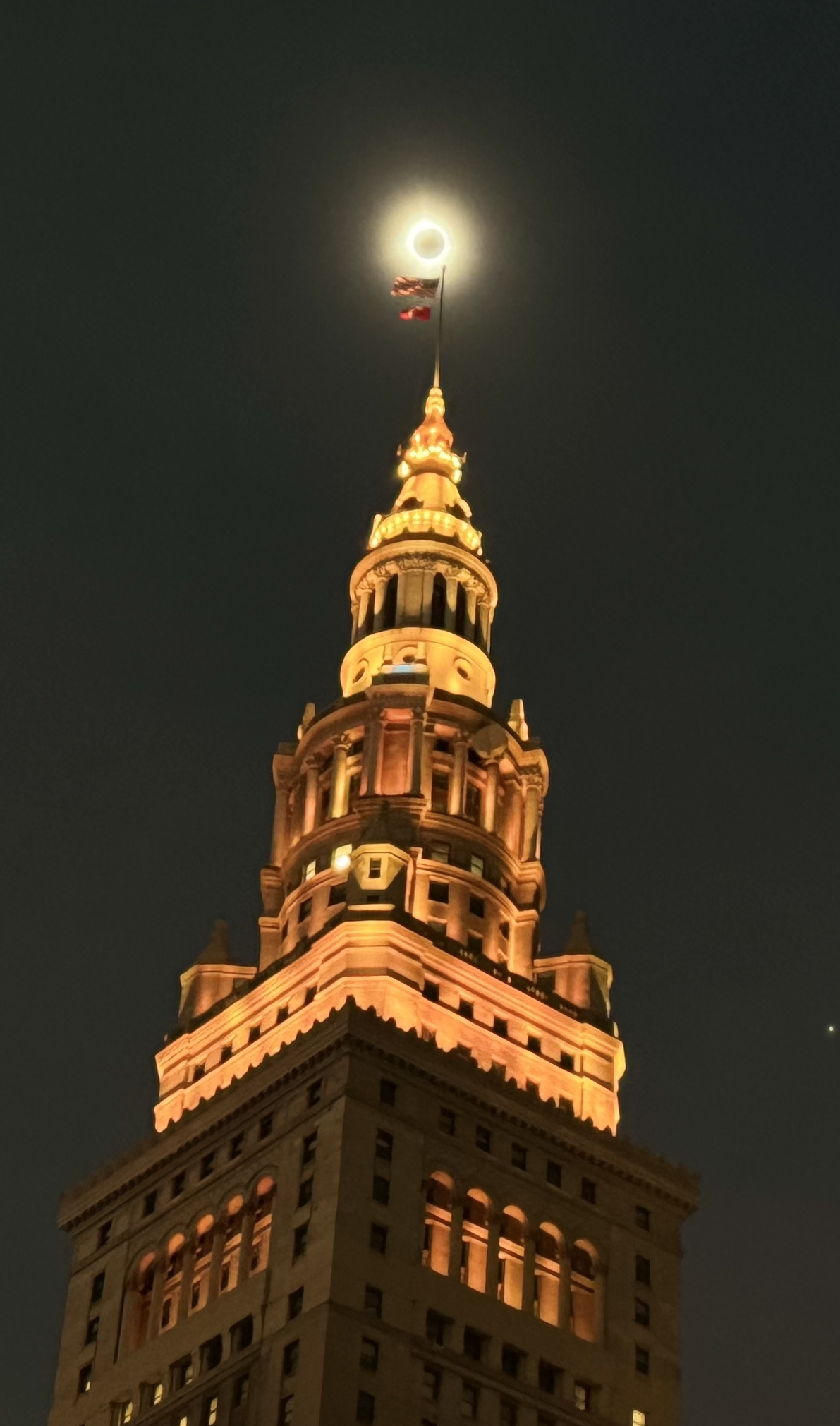
كسوف كلي من مدينة كليفلاند، أوهايو، خلفَ برج المحطة
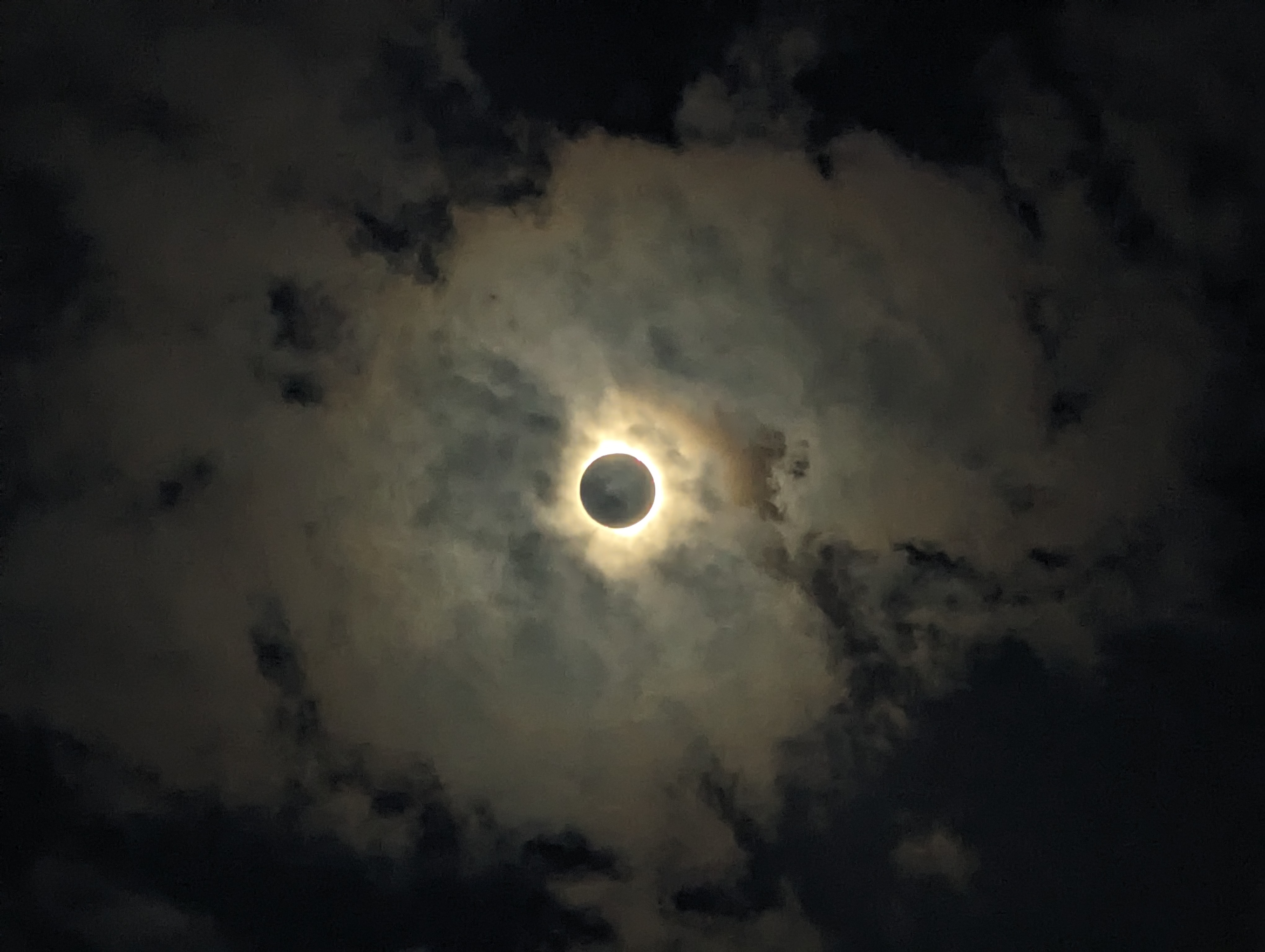
كسوف كلي مِن مدينة أونتاريو
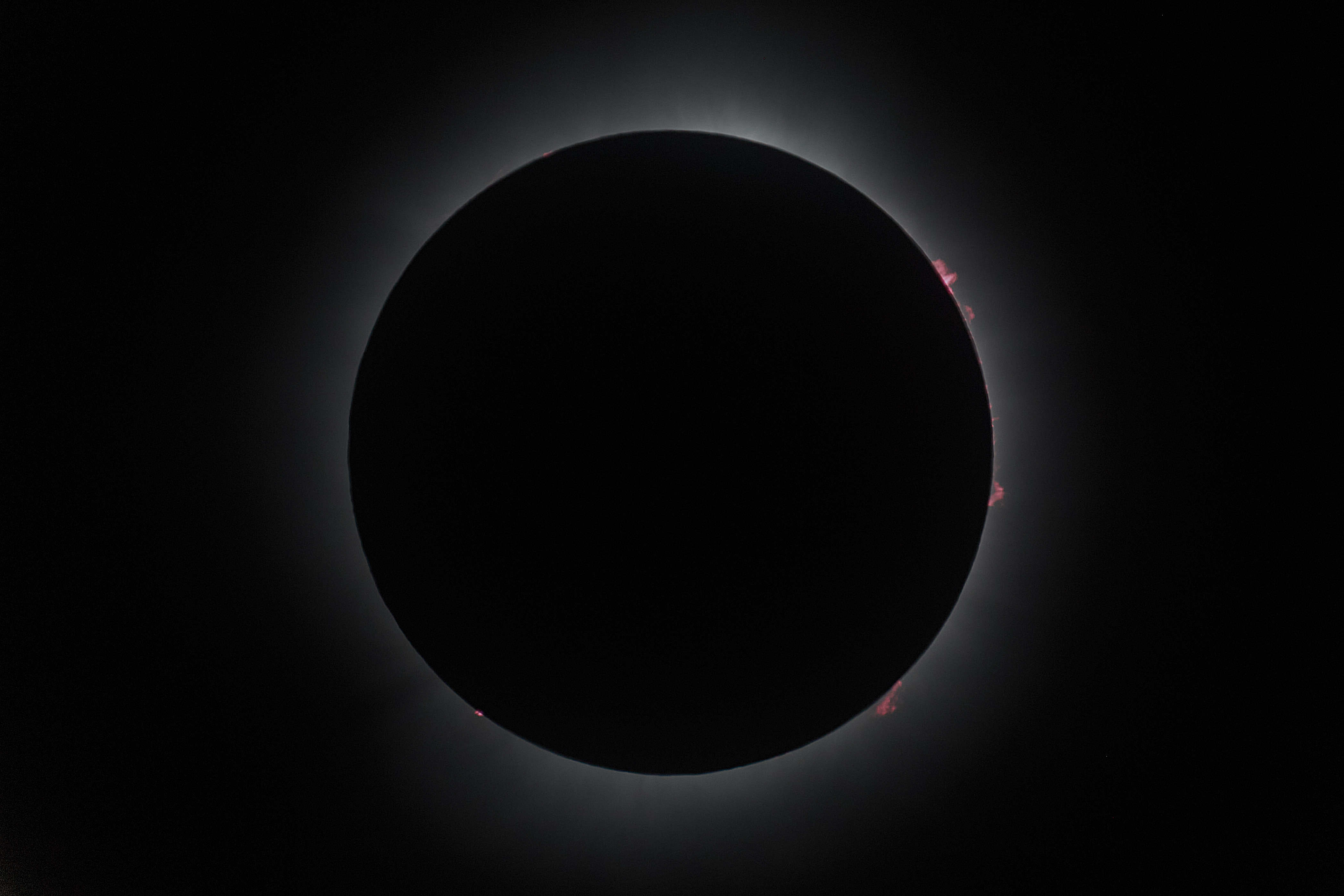
كسوف كلي معَ شواظ شمسي من مدينة أونتاريو
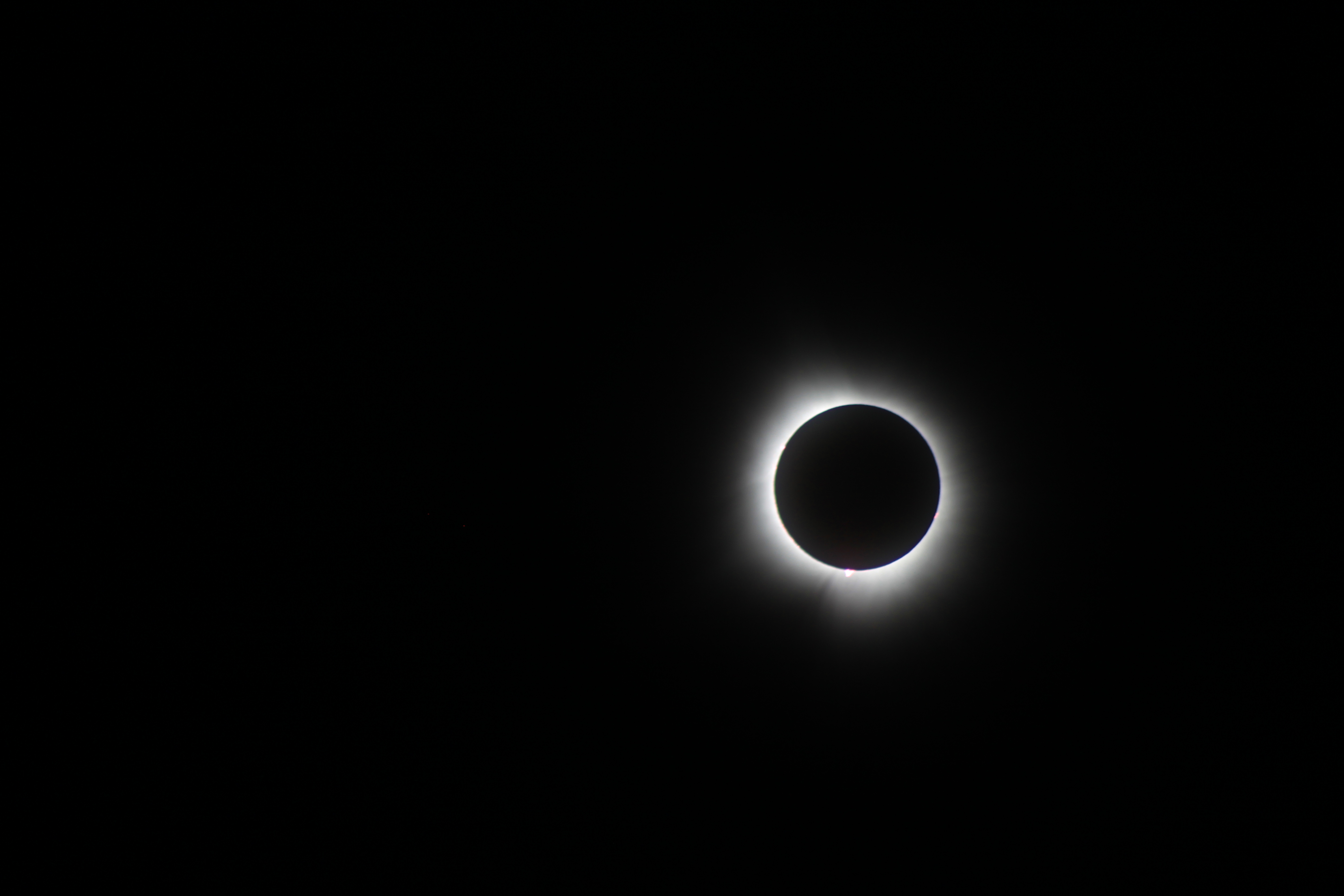
كسوف كلي مِن ولاية فيرمونت

### الكسوف الجُزئي

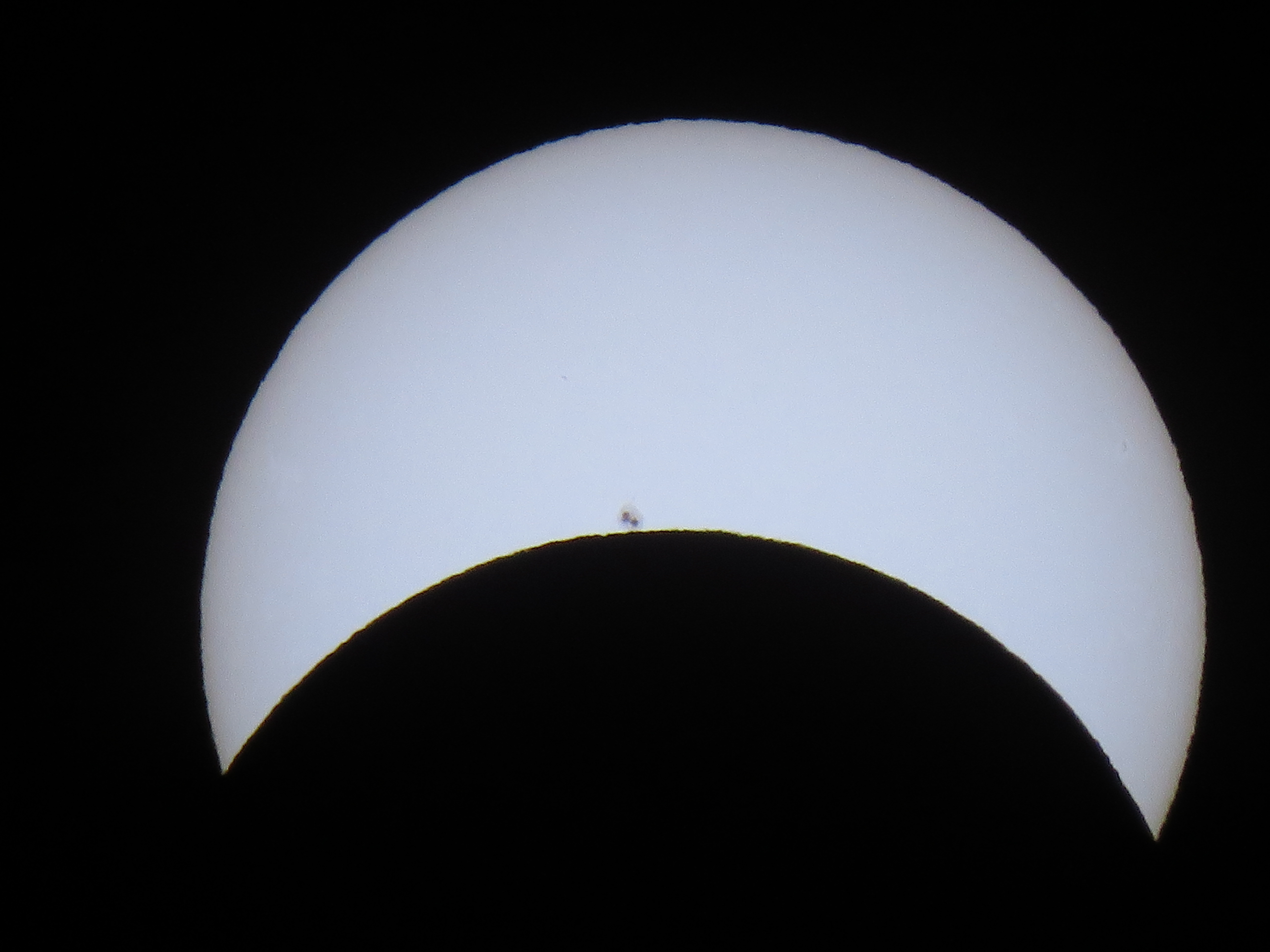
كسوف جزئي من مدينة سانتا آنا (كاليفورنيا)
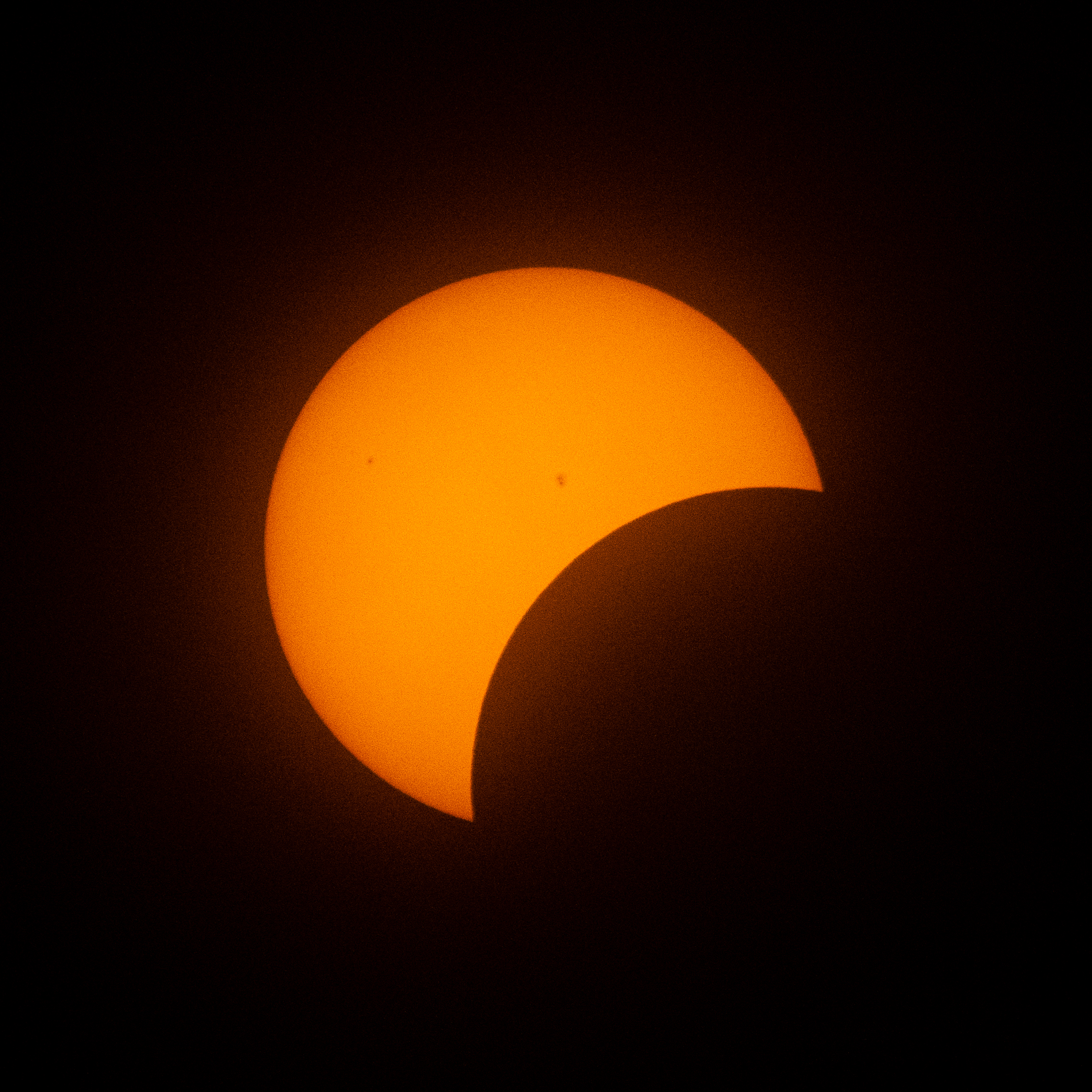
كسوف جزئي من مدينة إنديانابوليس،إنديانا
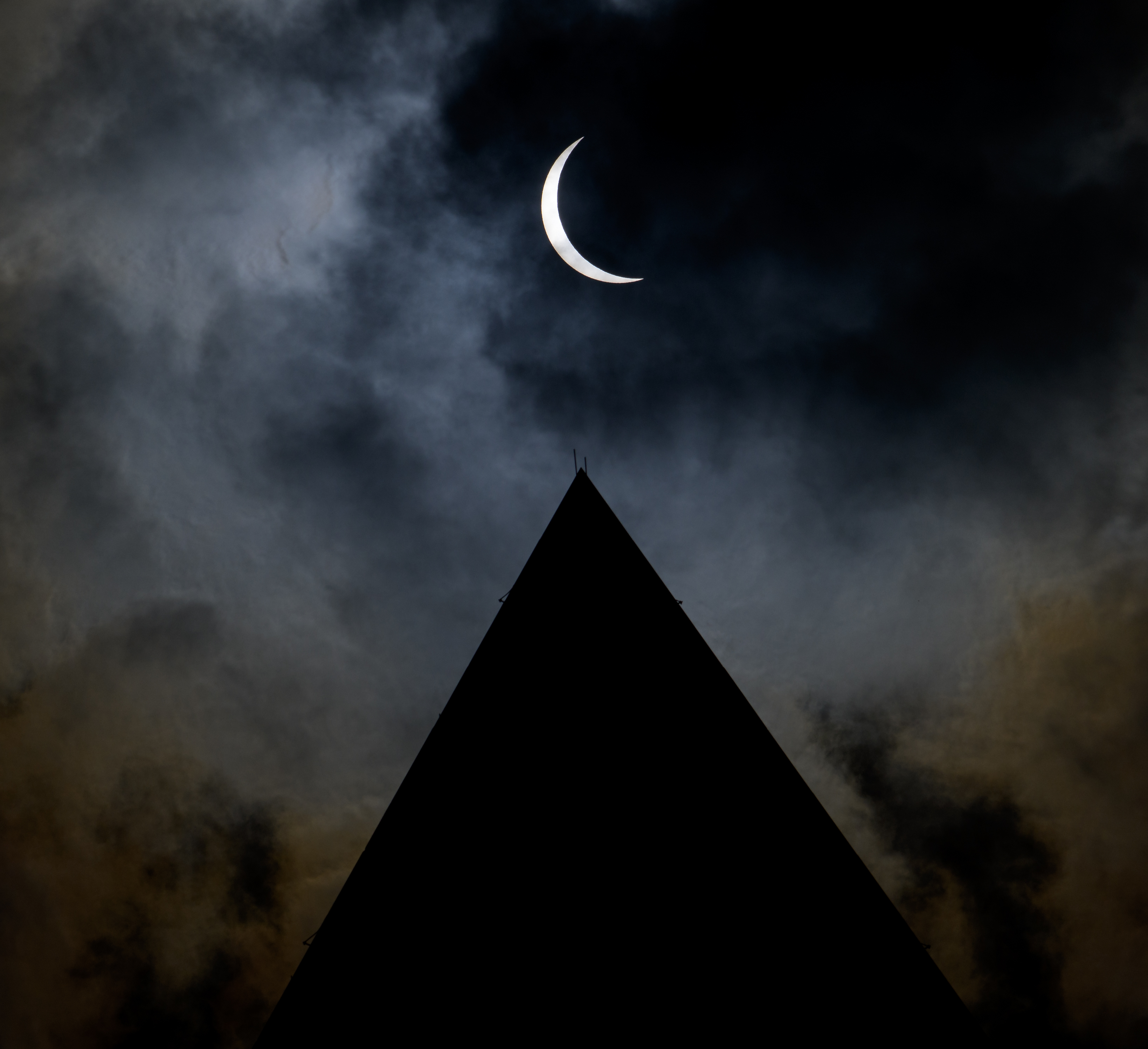
كسوف جزئي مِنَ العاصمة واشنطن
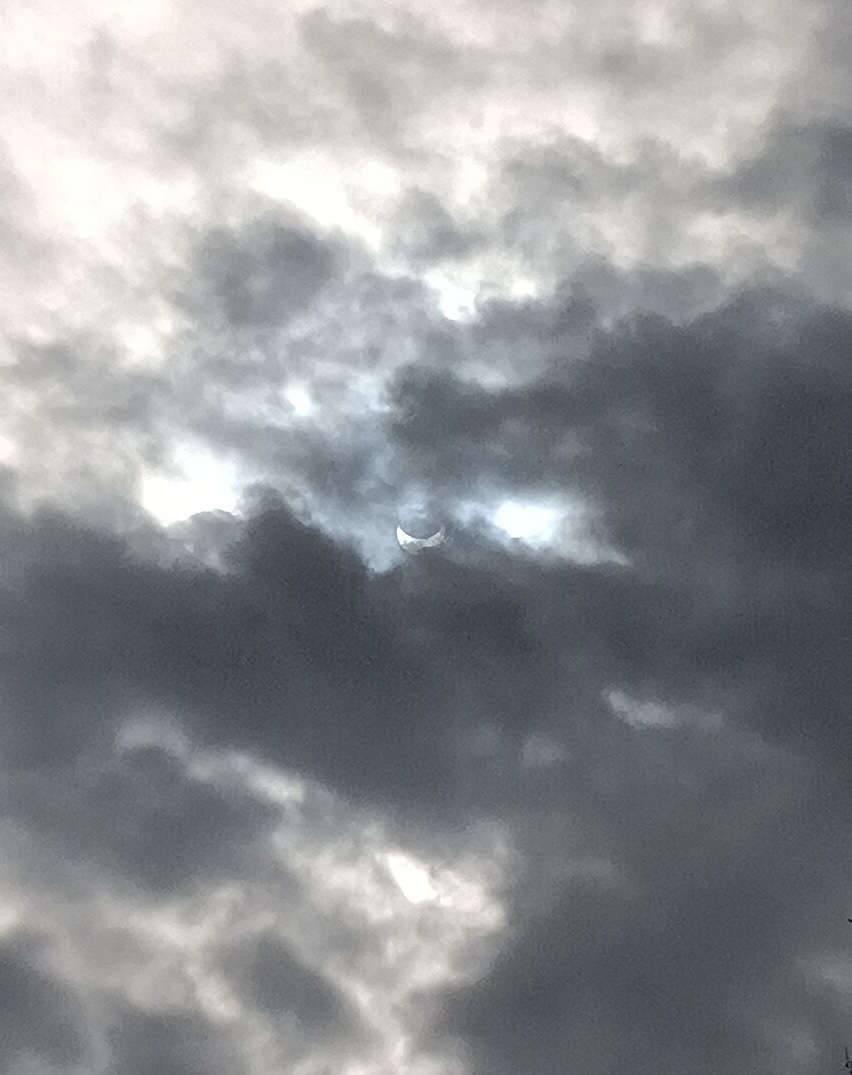
كسوف جزئي من مدينة بلينفيلد (نيوجيرسي)
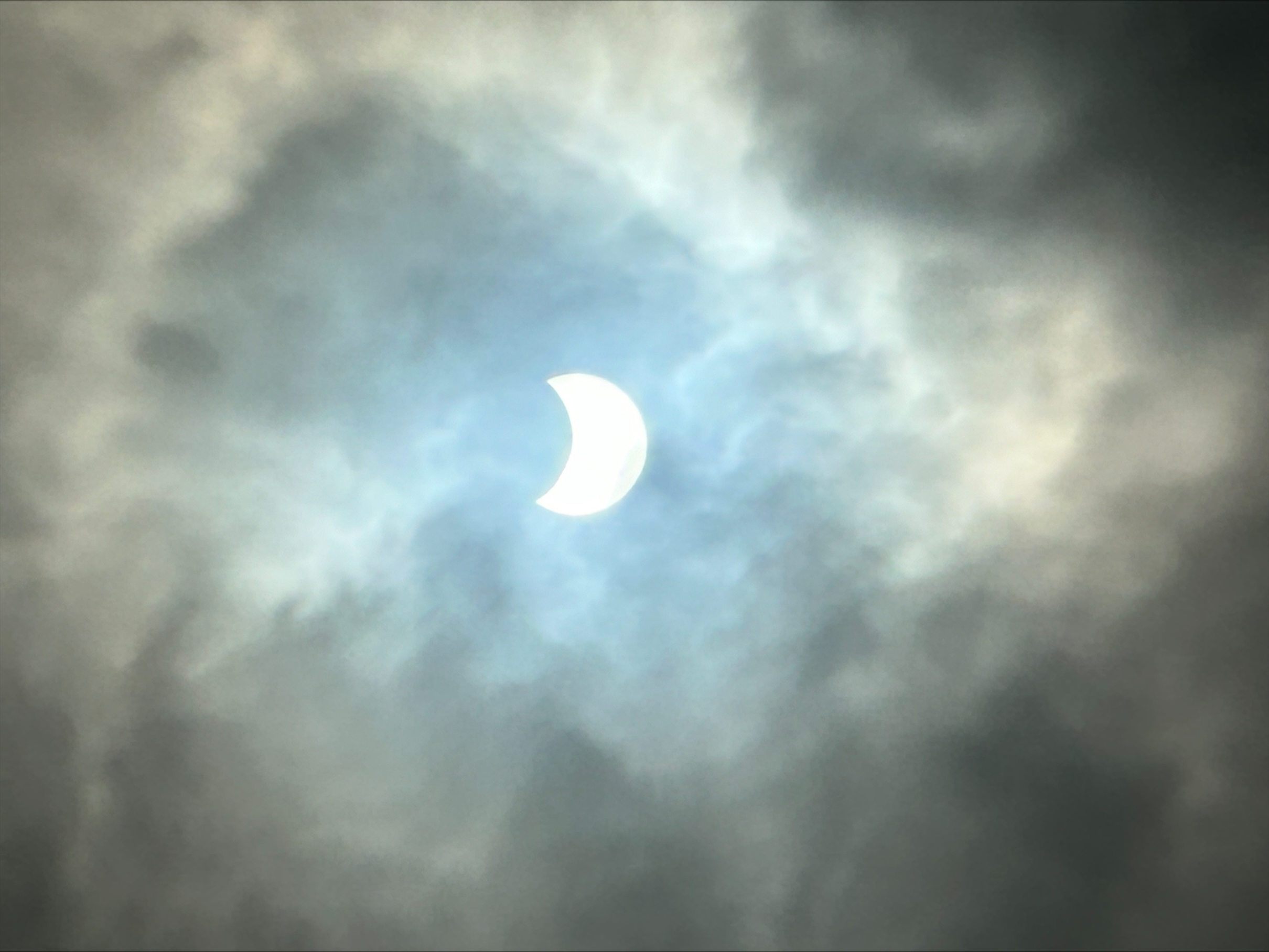
كسوف جزئي من دكستير بمدينة أونتاريو
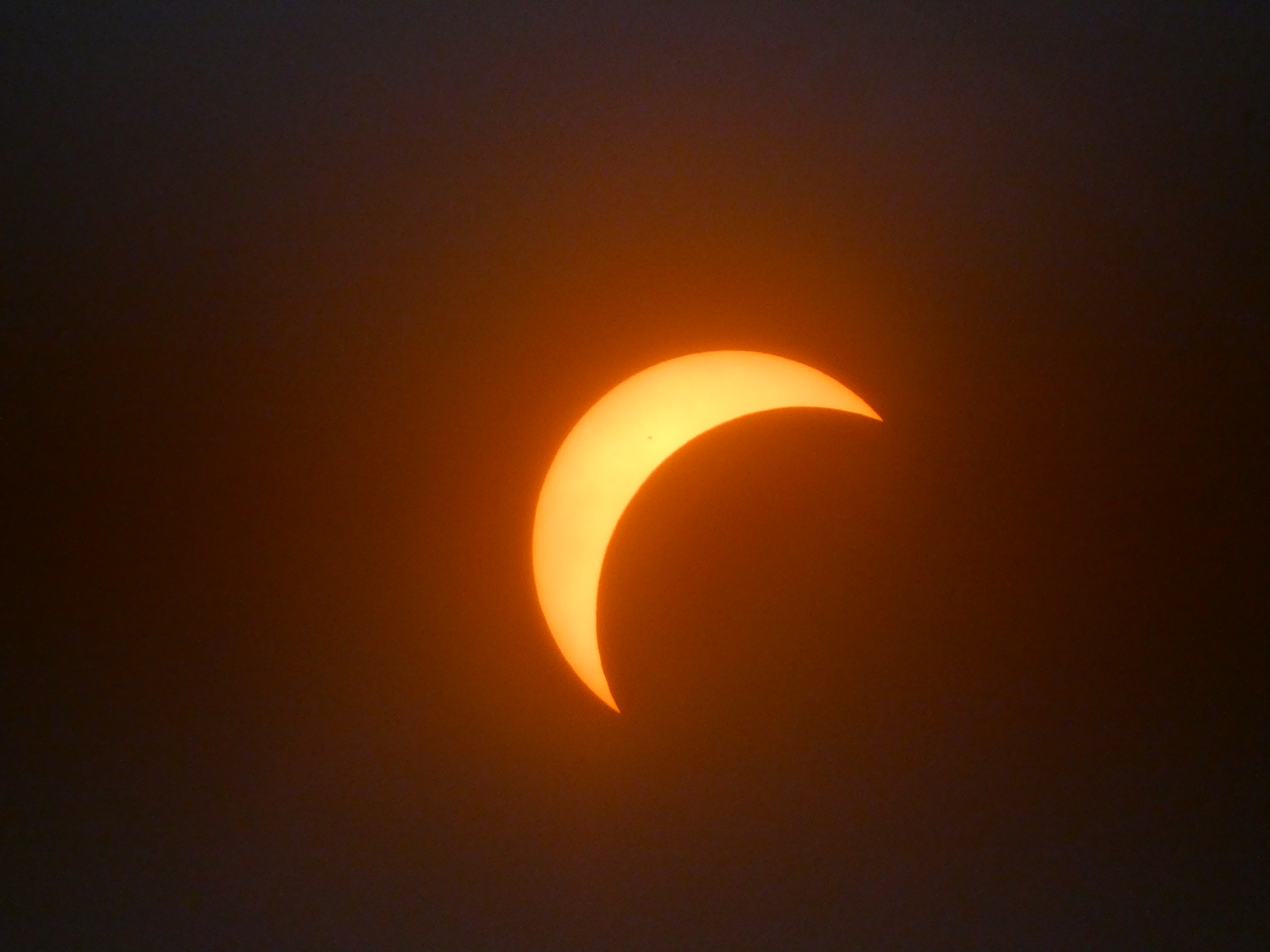
كسوف جزئي من الجنوب الشرقي لمدينة بنسيلفانيا
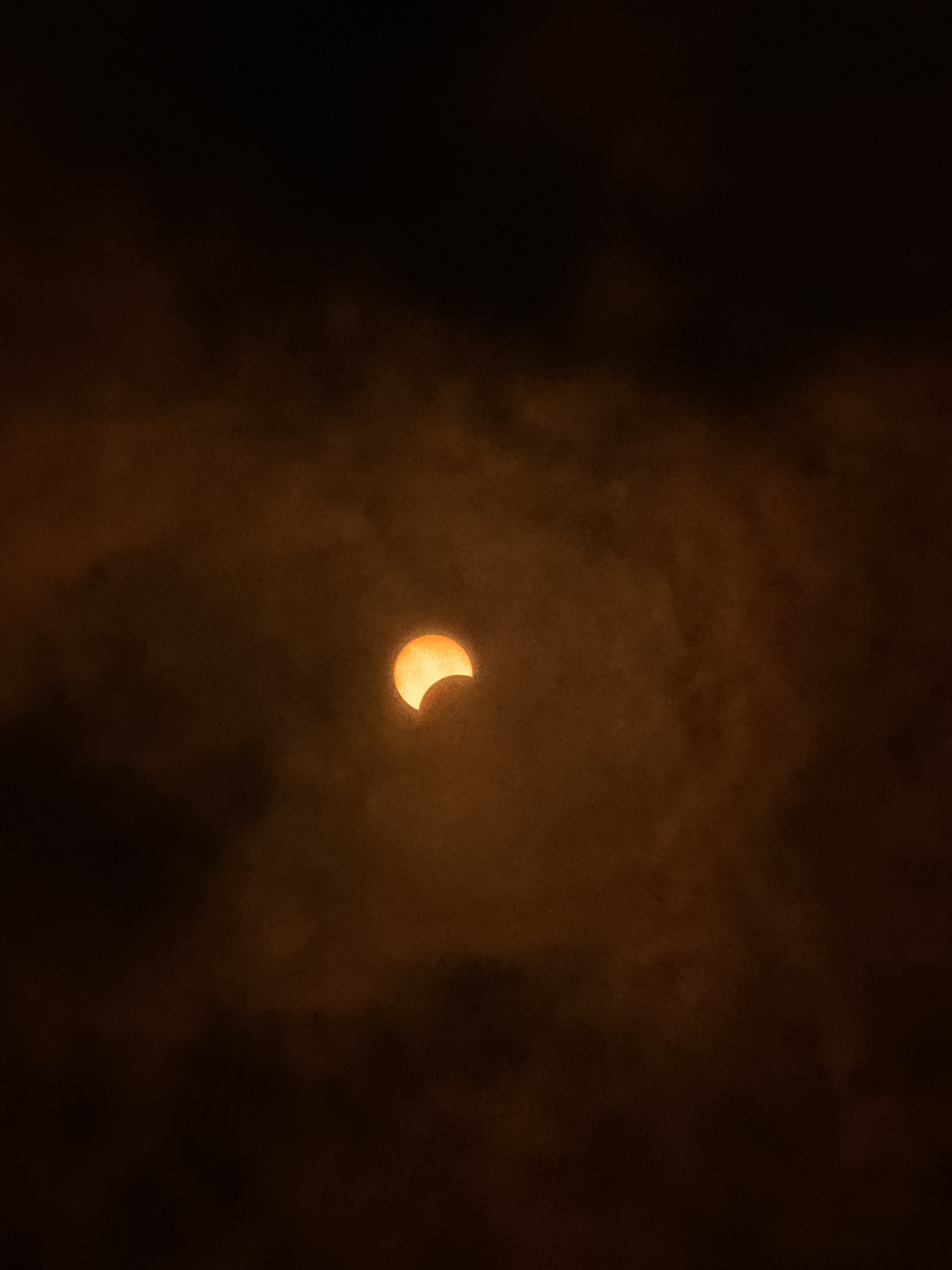
كسوف جزئي من مدينة فيلادلفيا، بنسيلفانيا
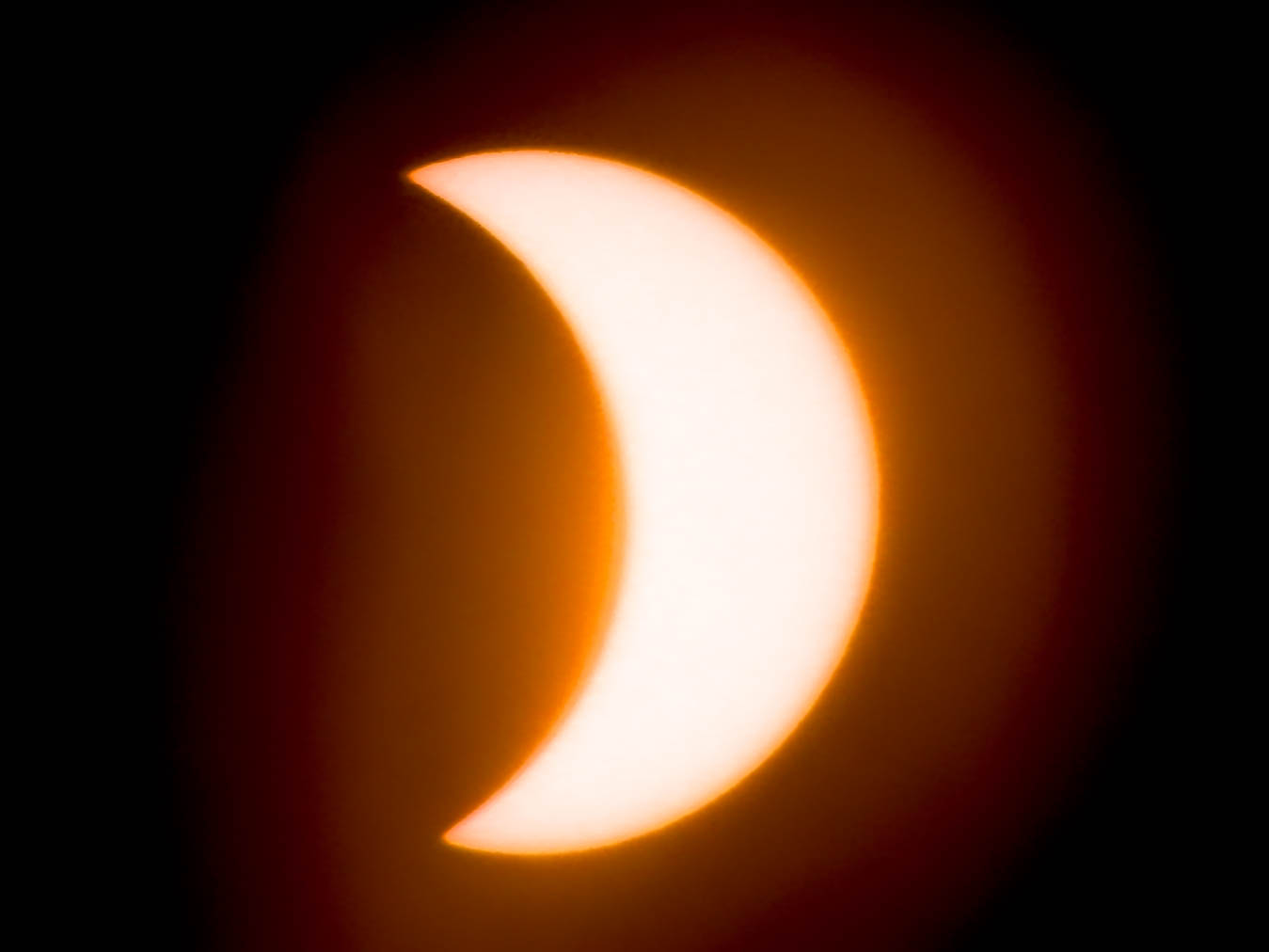
كسوف جزئي من مدينة ماركيت (ميشيغان)
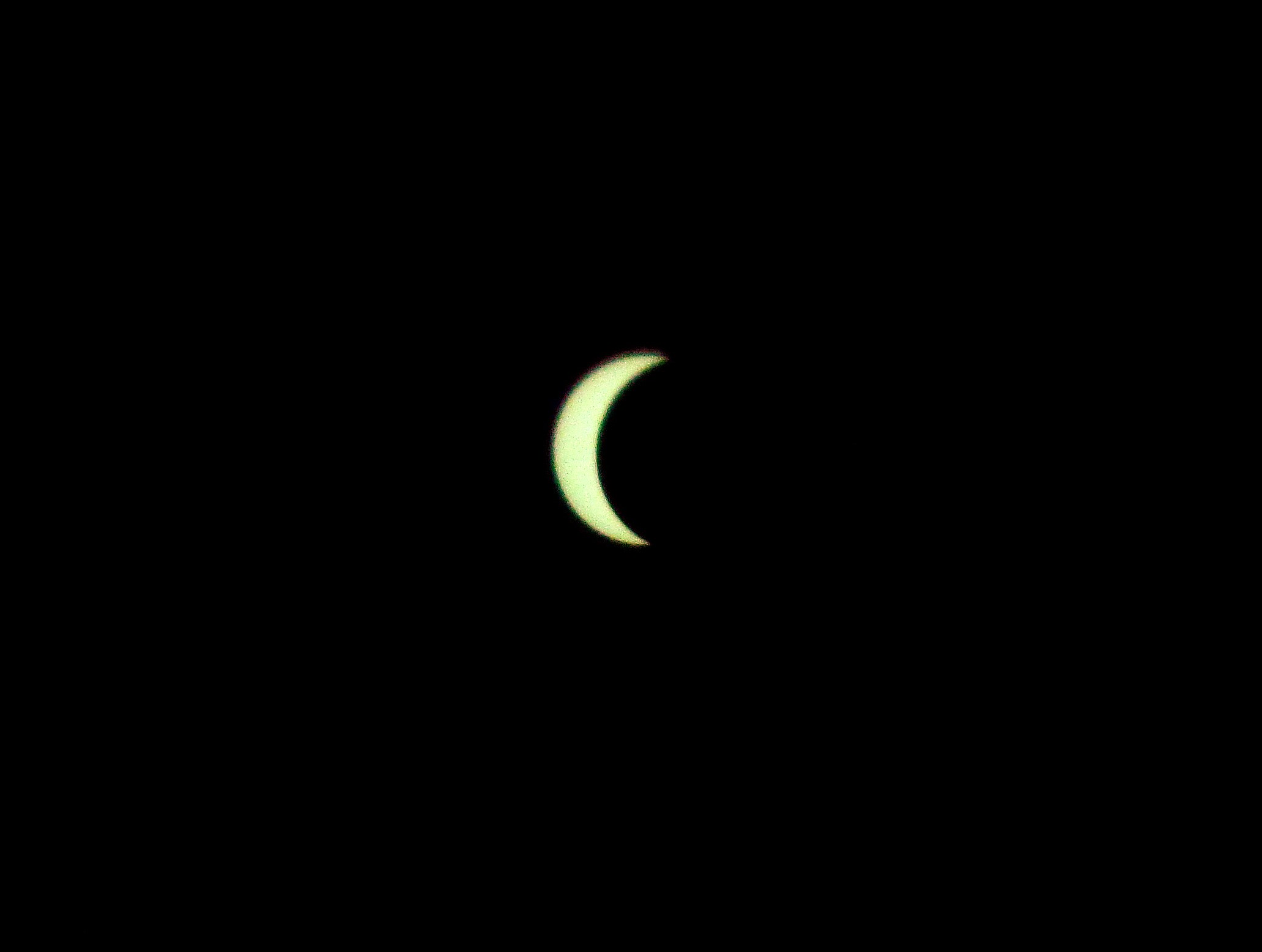
كسوف جزئي من مدينة ليتل ماونتاين (كارولاينا الجنوبية)
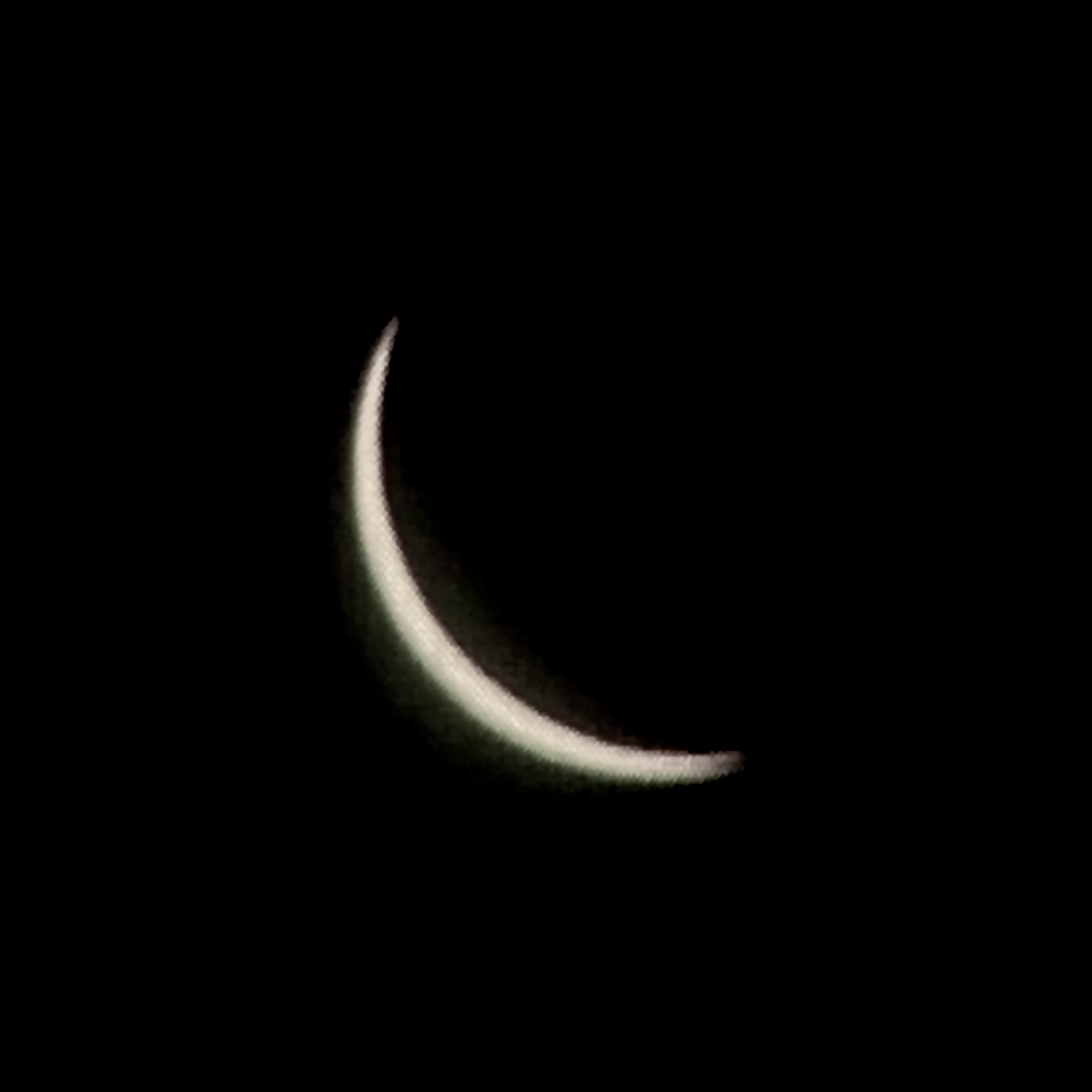
كسوف جزئي من مدينة سان نيكولاس دي لوس غارزا، نويفو ليون
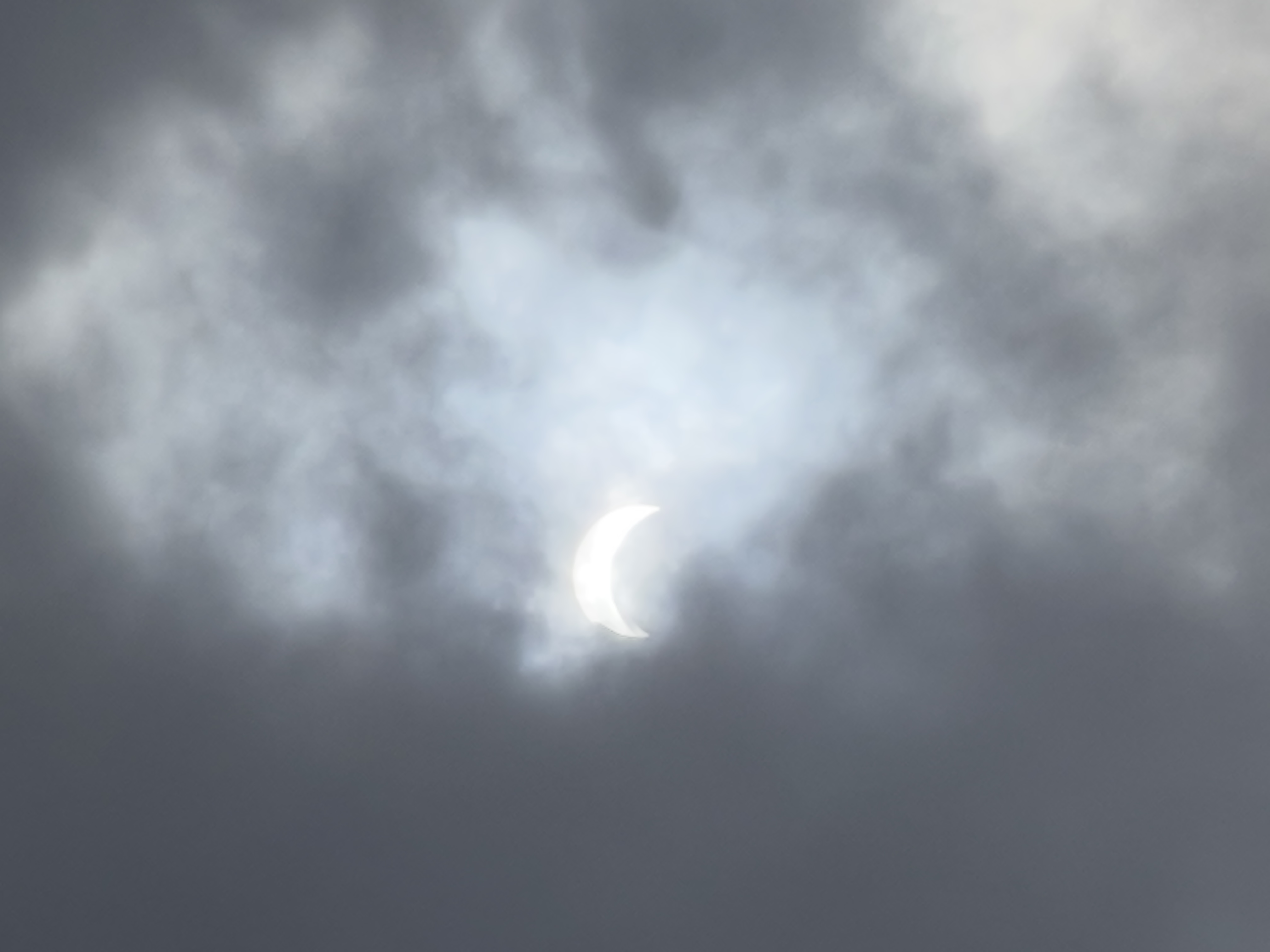
كسوف جزئي من مدينة نيو أورلينز، لويزيانا
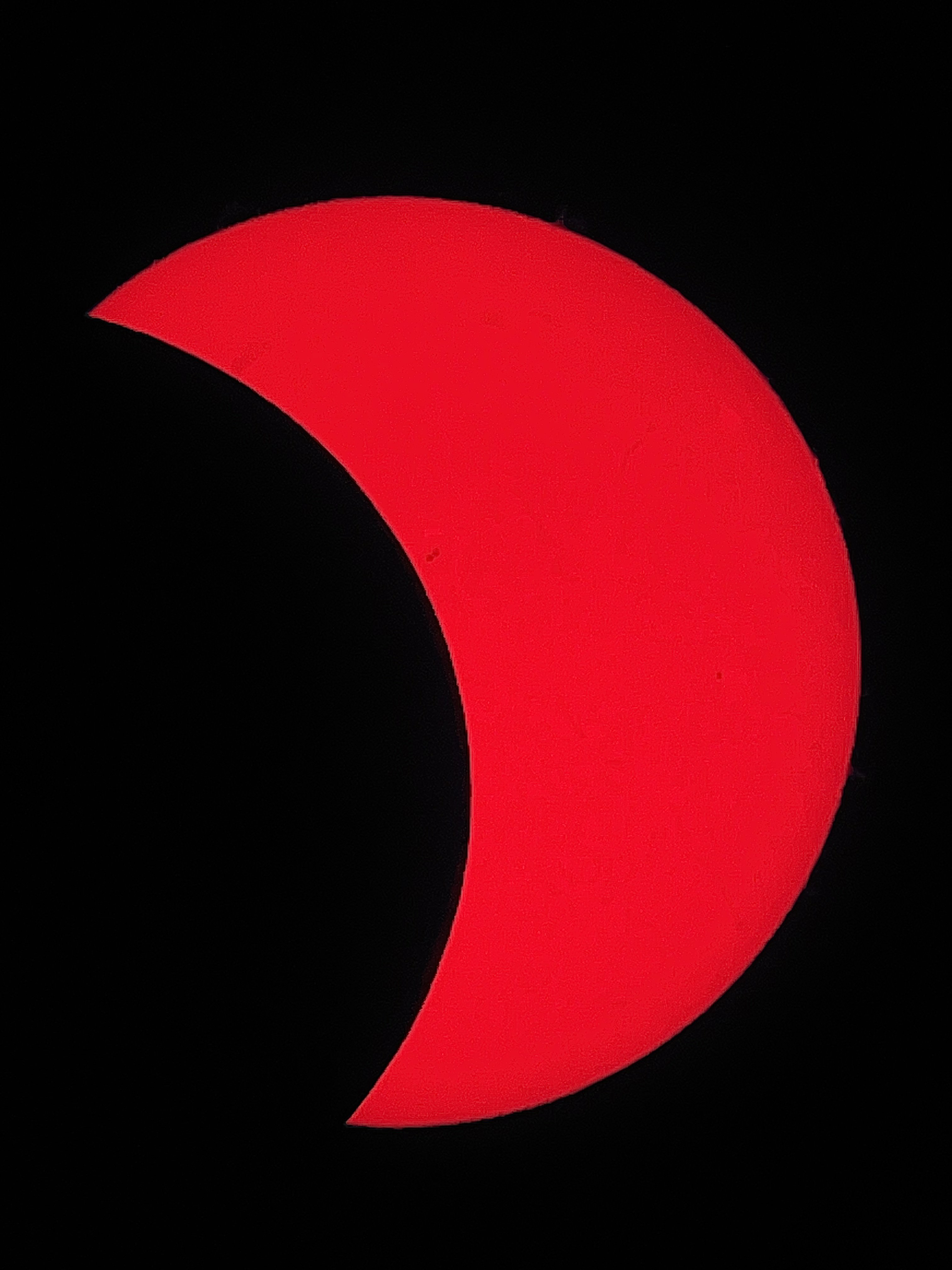
كسوف جزئي من دكستير بمدينة أونتاريو

### من خلال ثُقُب

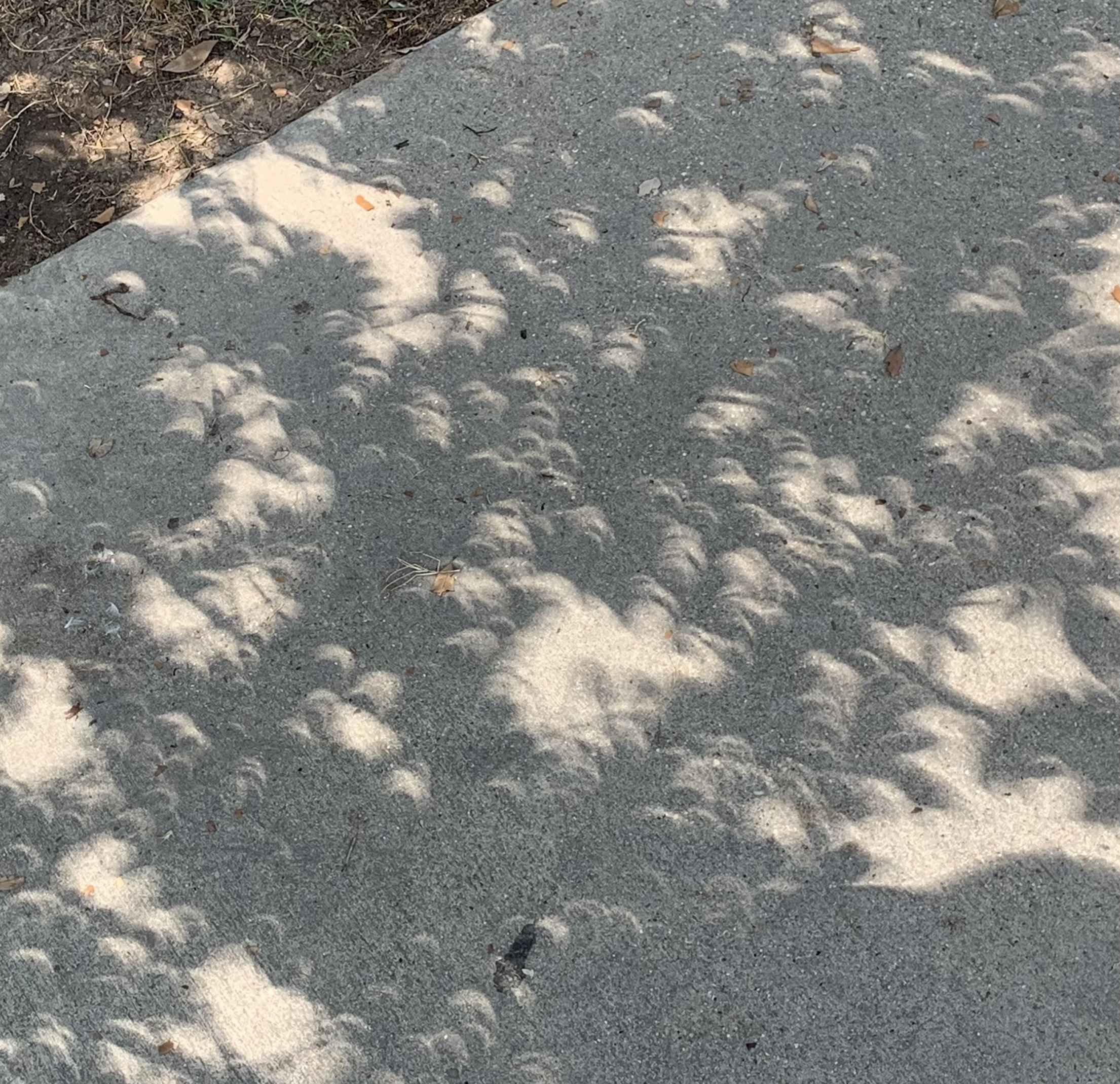
من خلال ثُقُب طبيعية بمدينة كوليج ستيشن (تكساس)
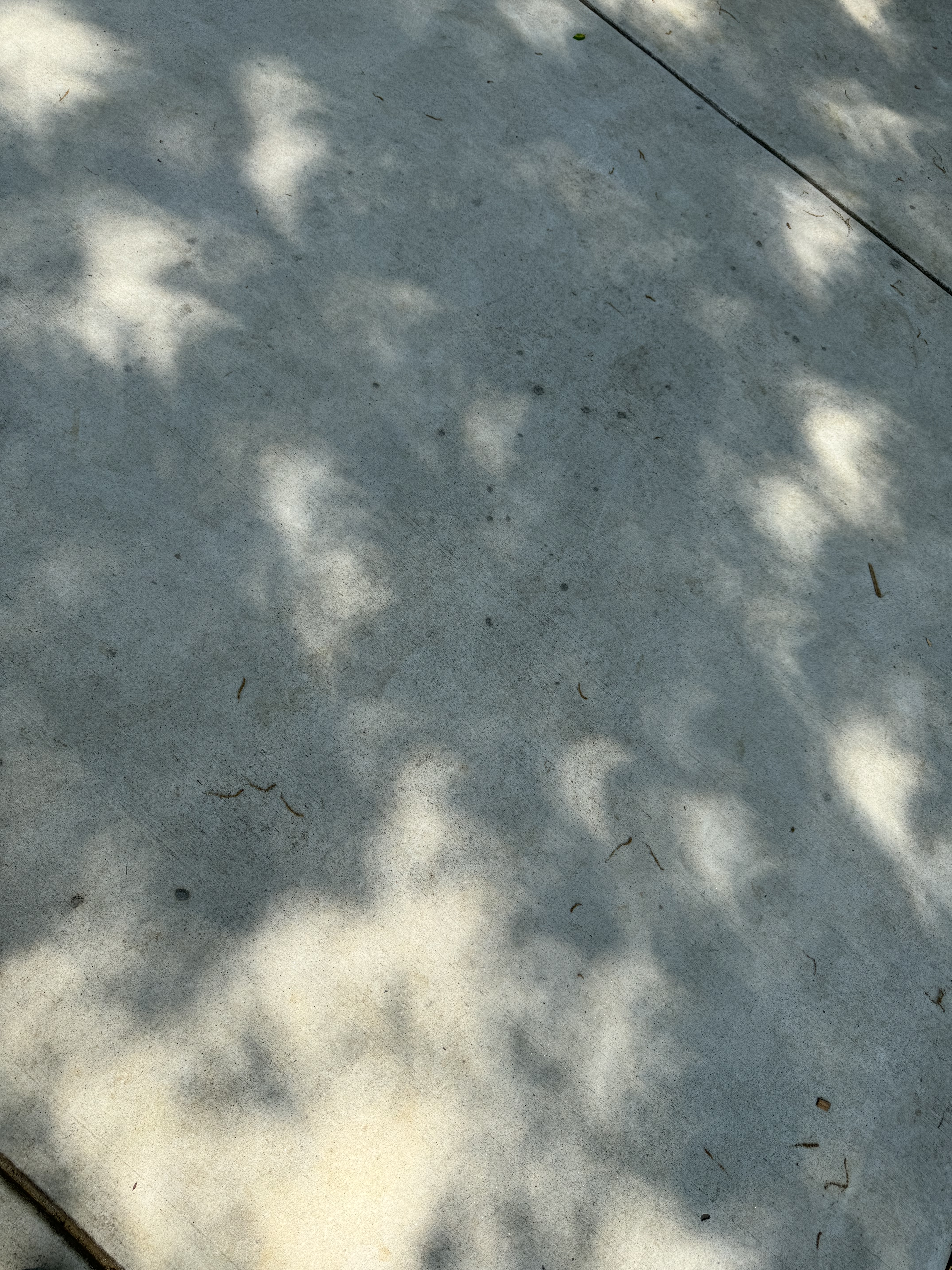
من خلال ثُقُب طبيعية بمدينة ويندر، جورجيا
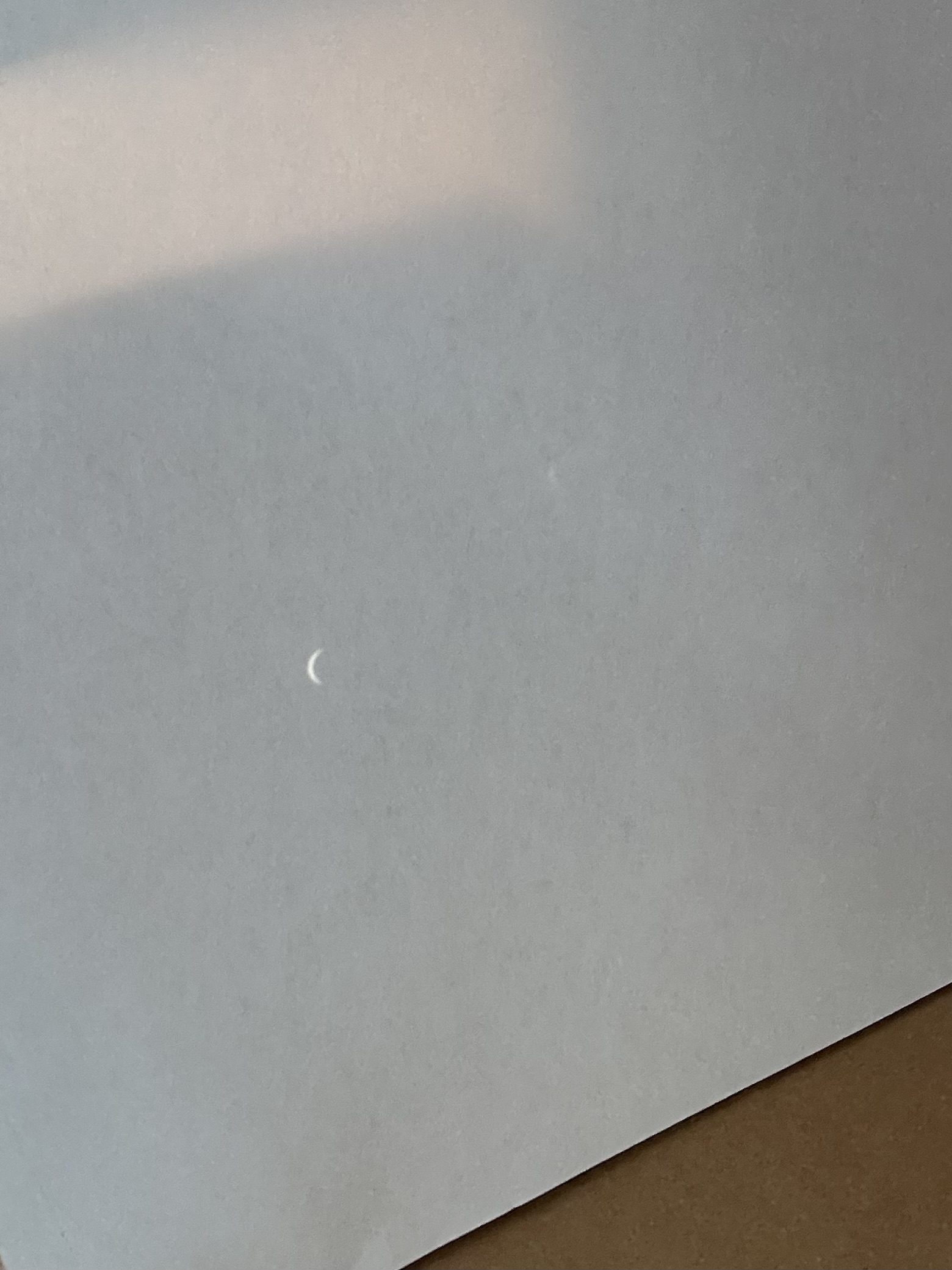
من خلال ثقب صغير بعلبة كرتون بمدينة دالاس، تكساس

### المراحِل والتلصيق (تسلسل المراحِل)

منظر لتقدم الكسوف بمدينة إنديانابوليس بولاية إنديانا.
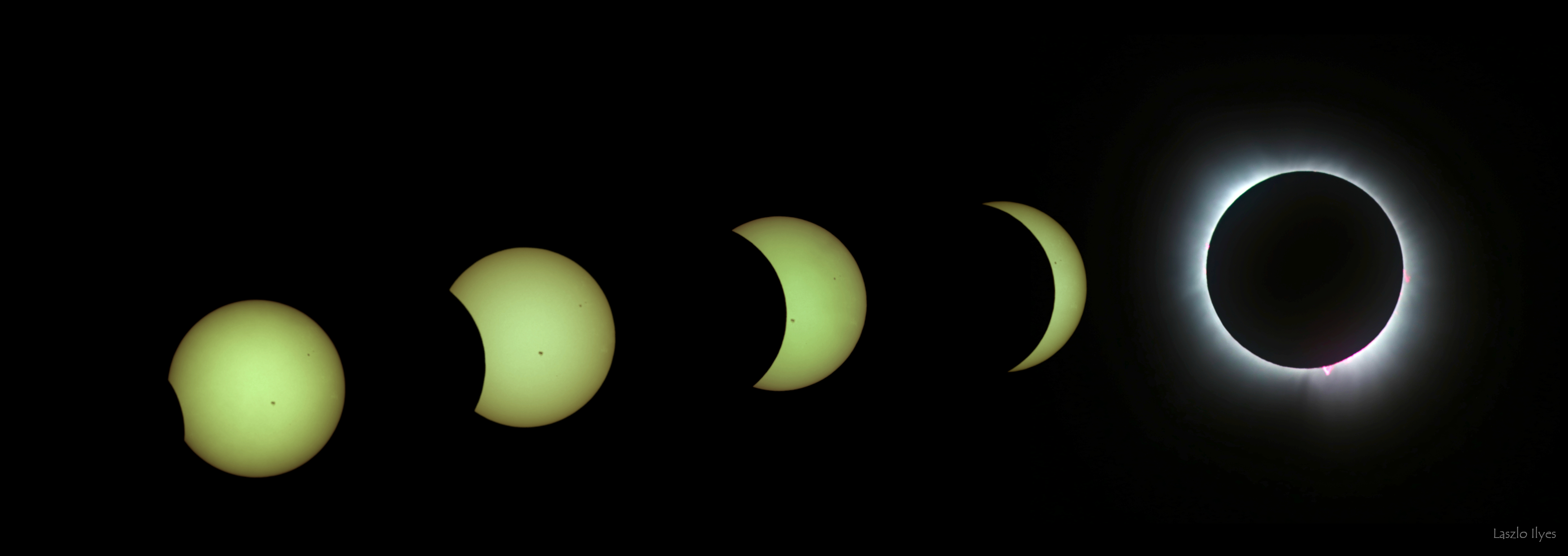
منظر لتقدم الكسوف للكلّي بمدينة كليفلاند بكندا.

## روابط خارجية
- الكسوف الكلي 2024 – سي إن إن
- متوسط تغطية السحب خلال الكسوف الكلي في 8 أبريل 2024.: كندا، و.م.أ، المكسيك
- عناصر Besselian للكسوف الشمسي الكلي في 8 أبريل 2024.
- هيرميت: الكسوف الشمسي الكلي 8 أبريل 2024.
- حديث مصور وغير تقني من قبل عالم الفلك أندرو فراكنوي عن هذا الكسوف وكيفية مشاهدته بأمان
- محاكي الكسوف من موقع Eclipse2024.org
- خرائط لجميع الولايات الخمسين تظهر التحريكات لمختلف المدن في كل ولاية من الولايات المتحدة.
- البث المباشر للكسوف على موقع ناسا
- البث المباشر للكسوف على موقع مشروع Virtual Telescope
- كسوف كلي 2024، سيرسي، أركنساس - مايكل مولدين / مزرعة ليزي تود، تكساس، الولايات المتحدة